# San Giovanni Valdarno
San Giovanni Valdarno è un comune italiano di 16 541 abitanti della provincia di Arezzo in Toscana. Come indica il suo nome, si trova nella valle del fiume Arno. All'origine (1296) si chiamava Castel San Giovanni. Venne edificato per conto di Firenze sui progetti che Arnolfo di Cambio elaborava per realizzare gli avamposti del governo centrale, le "terre nuove fiorentine" (non vi è la certezza della diretta partecipazione dell'urbanista ai lavori). La struttura urbanistica del centro storico richiama l'organizzazione della città romana, con grande piazza centrale dalla quale partono i due assi principali perpendicolari tra loro, dai quali nascono le strade secondarie.

## Storia

### La fondazione e il controllo fiorentino
Tra la fine del XIII ed il XIV l'area del comune ancora oggi denominata Valdarno Superiore non era ancora inserita in modo stabile nell'ambito del contado di Firenze; a questo scopo il capoluogo fiorentino decise di consolidare il controllo dell'intera area dell'Arno attraverso un complesso sistema di presidi militari.
I centri abitati già esistenti vengono difesi con la creazione di cinte murarie come nella località di Montevarchi, mentre al tempo stesso vengono fondate tre nuove città, prontamente munite di difese murarie. La fondazione dei comuni di San Giovanni e Castelfranco risale infatti, secondo lo storico Giovanni Villani, al 1296, mentre una provvisione del 26 gennaio 1299 prevedeva la costruzione della terza città, Terranuova Bracciolini. I coloni venivano incentivati attraverso notevoli sgravi fiscali, ma sebbene Firenze stessa si fosse accollata la parte economica di queste nuove costruzioni, a loro spettava sempre la manodopera manuale e l'edificazione delle nuove abitazioni.
I tre paesi dovevano essere prevalentemente agricoli, e come tale venne stabilito che nessun nobile potesse risiedervi stabilmente, ma potesse mantenervi dei possedimenti terrieri o edilizi.

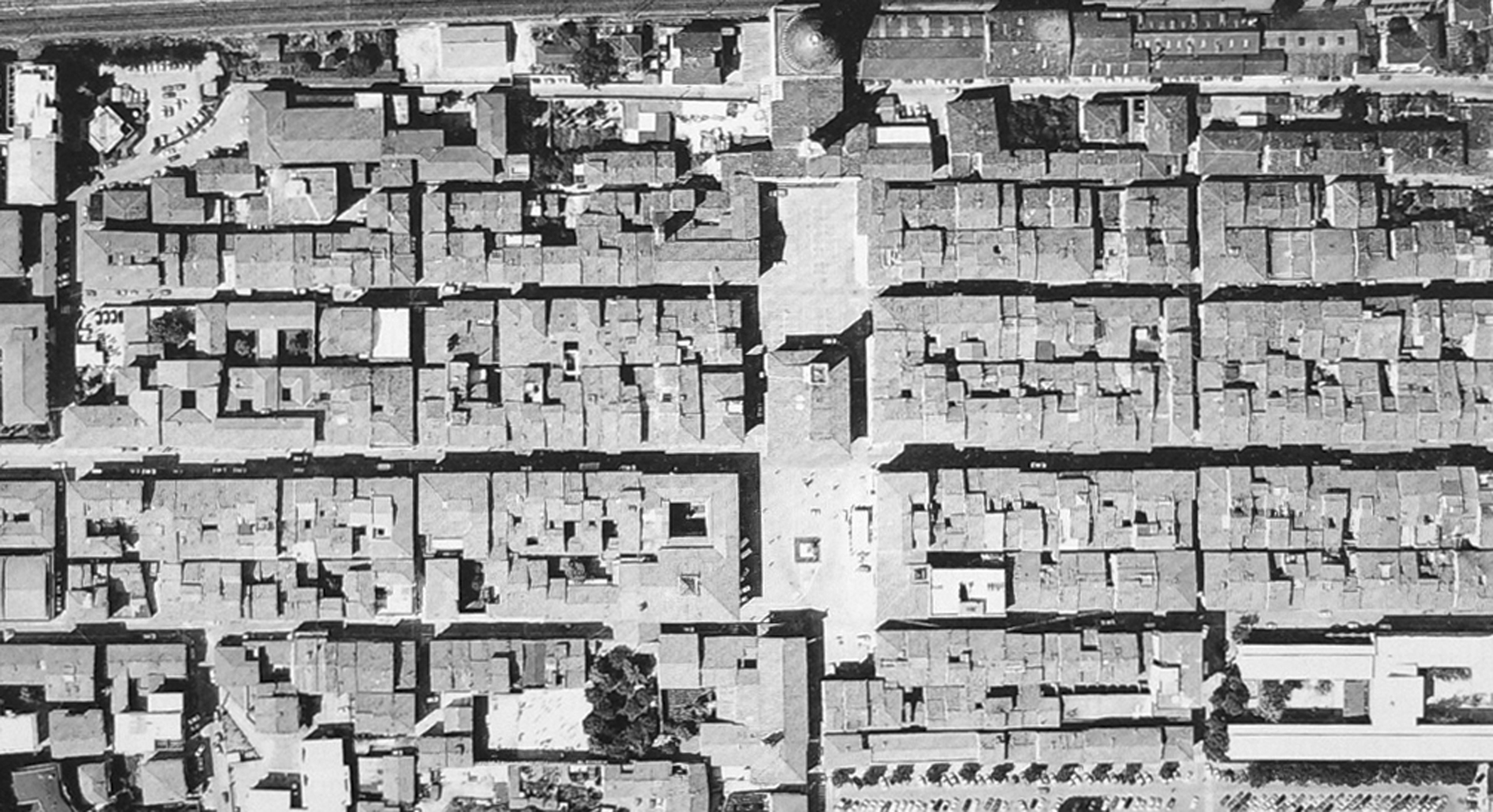
Foto aerea del centro storico di San Giovanni Valdarno che ben evidenzia la struttura quadrangolare e ordinata della città

### La costruzione delle nuove mura nel medioevo
Firenze lamentò in quest'epoca una certa lentezza nell'esecuzione di questi lavori di edificazione e fortificazione che esponeva l'intera area ad attacchi sempre più frequenti, soprattutto ad opera dei pisani e della vicina Arezzo. Già nel 1352, un rapporto locale indica che le mura risultano in pessime condizioni e come tale, tra il 1356 ed il 1363 la cinta muraria viene ristrutturata e rafforzata, portando a ventiquattro il numero delle torri difensive. Dopo la conquista di Arezzo, lo stato fiorentino deve ora scontrarsi con la politica espansionistica dei Visconti di Milano che mirano ad impadronirsi delle terre dell'Emilia e della Toscana. Questo fa sì che il paese di San Giovanni mantenga la propria funzione di presidio militare di rilievo.

### Il Vicariato del Valdarno
Dopo secoli di lotte interne, la Valle dell'Arno vive tra la fine del XIV secolo e l'inizio del XV secolo un periodo di relativa pace che consente al paese di San Giovanni Valdarno di svilupparsi internamente. A quest'epoca risale il Palazzo Pretorio che fino al 1401 fu sede del Podestà di San Giovanni e che invece, dagli inizi del XV secolo, accolse anche i Vicari del Valdarno Superiore. Questi vicari avevano una giurisdizione sui territori dei comuni di Greve, Pontassieve, Incisa, Figline, Cascia di Reggello, Castelfranco di Sopra, Terranuova, Montevarchi, Bucine, Laterina.

### Dai Visconti alla peste
Nel 1431 diversi centri della Valle dell'Arno vengono colti impreparati per l'ennesima volta dai temuti attacchi dei Visconti, a cui ben presto, nel 1478, si sostituiscono quelli dell'esercito papale di Sisto IV che invadono la Valle dell'Arno e conquistano i paesi di San Giovanni e Montevarchi. Come se non bastasse, l'anno successivo a San Giovanni si sviluppò una grande epidemia di peste che sterminò i due terzi della popolazione cittadina. La cittadinanza, ripresasi dagli sconvolgimenti, eresse l'Oratorio della Madonna delle Grazie.

### La decadenza del ruolo strategico

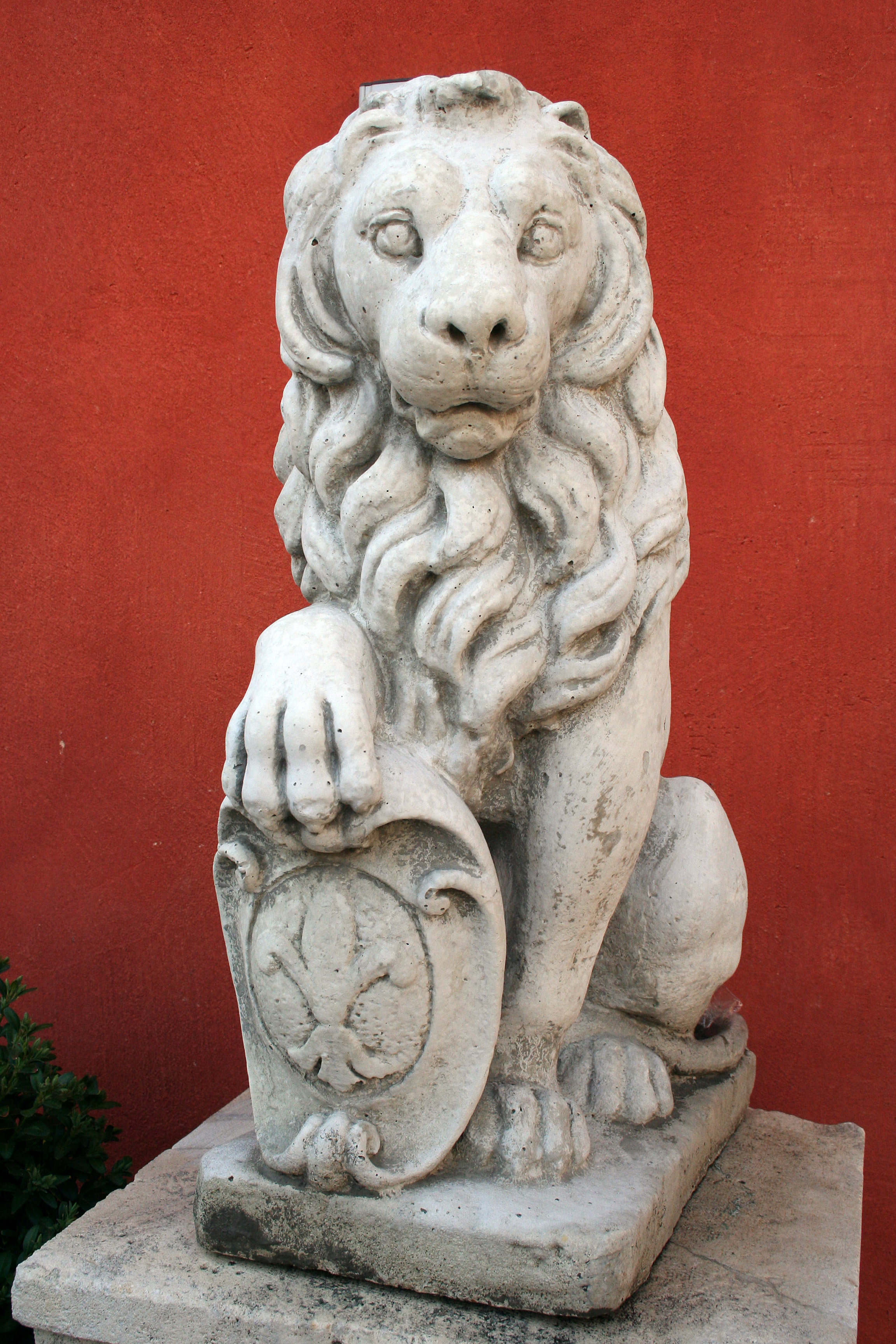
Un marzocco fiorentino sul modello di quello del Palazzo di Arnolfo di San Giovanni Valdarno

Nel XVI secolo ormai l'area compresa nel contado Fiorentino è ormai consolidata nei suoi possedimenti e gran parte dell'area di Arezzo è al sicuro. Questo fatto fa perdere ovviamente d'importanza tutti quei comuni che avevano svolto funzioni strategiche rilevanti nell'area e lungo tutto il corso del fiume Arno. Il paese di San Giovanni si ridimensiona anche sotto l'aspetto economico, in quanto la politica immobiliare portata avanti dalla borghesia fiorentina, fece passare in secondo piano il ruolo commerciale del centro. Da segnalare, per il periodo, è la ristrutturazione delle mura cittadine, seriamente danneggiate nei primi anni del XVI secolo da una delle frequenti e devastanti piene dell'Arno.

### Il governo degli Asburgo-Lorena
La rinascita (anche demografica) del paese si registrò invece a partire dal periodo di amministrazione austriaca. Le riforme del Granduca Pietro Leopoldo che tendevano a consentire una certa autonomia alle identità locali segnano, tra il 1772 e il 1774, la fine dei vicariati e delle podesterie dei paesi del corso dell'Arno. La politica del Granduca, fortemente favorevole all'agricoltura, promosse grandi opere di canalizzazione e bonifica delle terre della valle, il che permise un maggiore sfruttamento dell'area. A San Giovanni la ripresa è documentata dall'intensa opera di ristrutturazione e di ammodernamento di importanti palazzi del centro cittadino.

### Dai primi dell'Ottocento all'unità d'Italia
Sotto il governo napoleonico, San Giovanni Valdarno è compresa nel Dipartimento dell'Arno. Nel 1848, per decreto del granduca, vengono definitivamente soppressi i vicariati e le podesterie e il paese perde anche il controllo della frazione di Cavriglia, divenuta così comune autonomo, entrando nello stesso anno a far parte della provincia di Arezzo. Questo passaggio viene poi confermato nel 1862 dopo l'unità d'Italia e dopo l'annessione della Toscana ai domini piemontesi con il plebiscito del 1859. Il comune di San Giovanni Valdarno, però, da sempre fedele a Firenze e legato al capoluogo da profonda devozione storica, chiese inutilmente di essere reintegrato in quella provincia con una raccolta di 484 firme dei personaggi più in vista del paese.

### Il Novecento
San Giovanni Valdarno, già dalla fine dell'Ottocento, conosce un periodo di forte crescita e riqualificazione. Notevole è l'impegno sindacale e operaio dell'area, che si distingue anche in ambito fiorentino ed aretino per impegno sociale. La Seconda guerra mondiale, però, spezza l'illusione di benessere della cittadinanza danneggiando seriamente le principali strutture produttive agricole e industriali della città. Il dopoguerra, di conseguenza, è incentrato sulla ripresa economica del centro e da un consequenziale aumento demografico. Sul finire degli anni settanta iniziò anche il recupero del centro storico, fortemente degradato dagli eventi bellici e dalla scarsa manutenzione operata già dai primi del Novecento. Il fatto comportò uno studio completo per la riqualifica delle case più antiche.

### Lo stemma
Lo stemma del comune di San Giovanni Valdarno ha origini molto antiche. Esso venne probabilmente realizzato alla fondazione della città e rappresenta la figura di San Giovanni Battista, patrono della città e patrono di Firenze (a cui la città è sempre stata indissolubilmente legata), stante e benedicente, al naturale, posto su un prato verde, il tutto su uno scudo d'azzurro. Un simbolo molto importante è il Marzocco di Firenze, posto davanti alla porta del Palazzo di Arnolfo. Lo stemma della città è uno dei più belli della provincia di Arezzo!

## Monumenti e luoghi d'interesse

### Architetture religiose
- Basilica di Santa Maria delle Grazie
- Pieve di San Giovanni Battista
- Chiesa della Santissima Annunziata
- Chiesa di San Lorenzo
- Chiesa di Santa Lucia
- Chiesa delle Anime del Purgatorio
- ex Oratorio della Compagnia della Santissima Annunziata
- Convento di San Francesco a Montecarlo

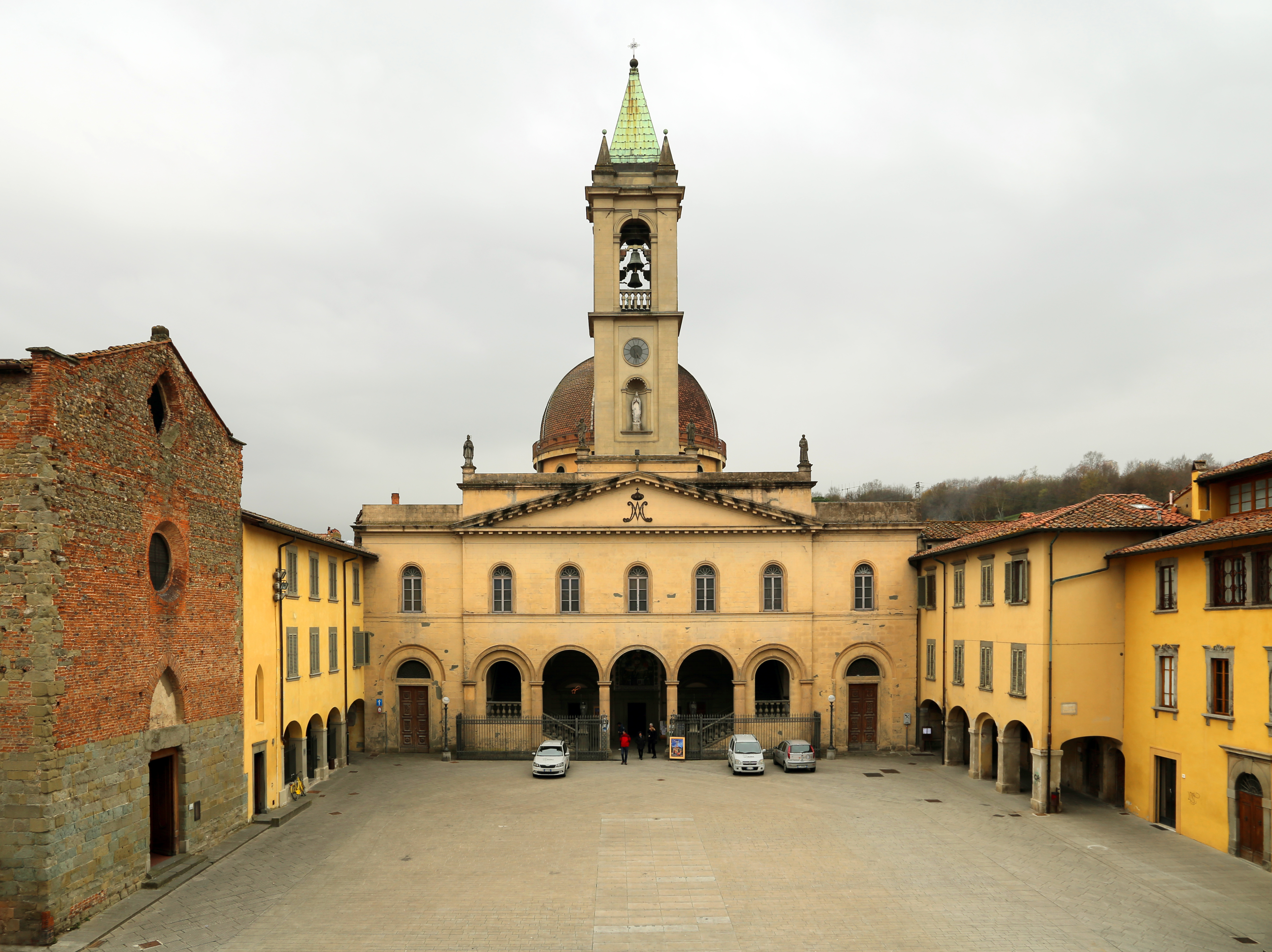
Basilica di Santa Maria delle Grazie
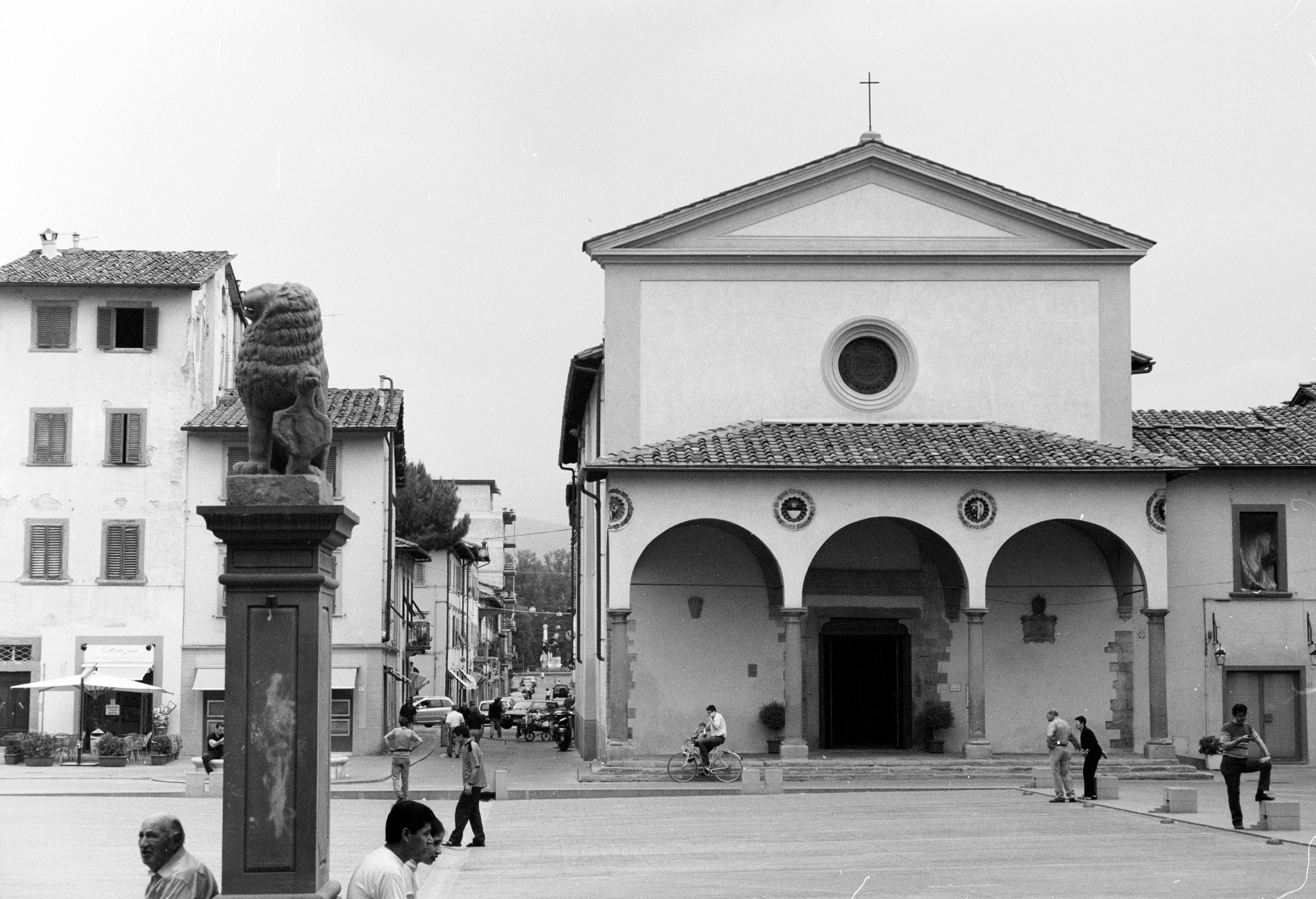
Pieve di San Giovanni Battista
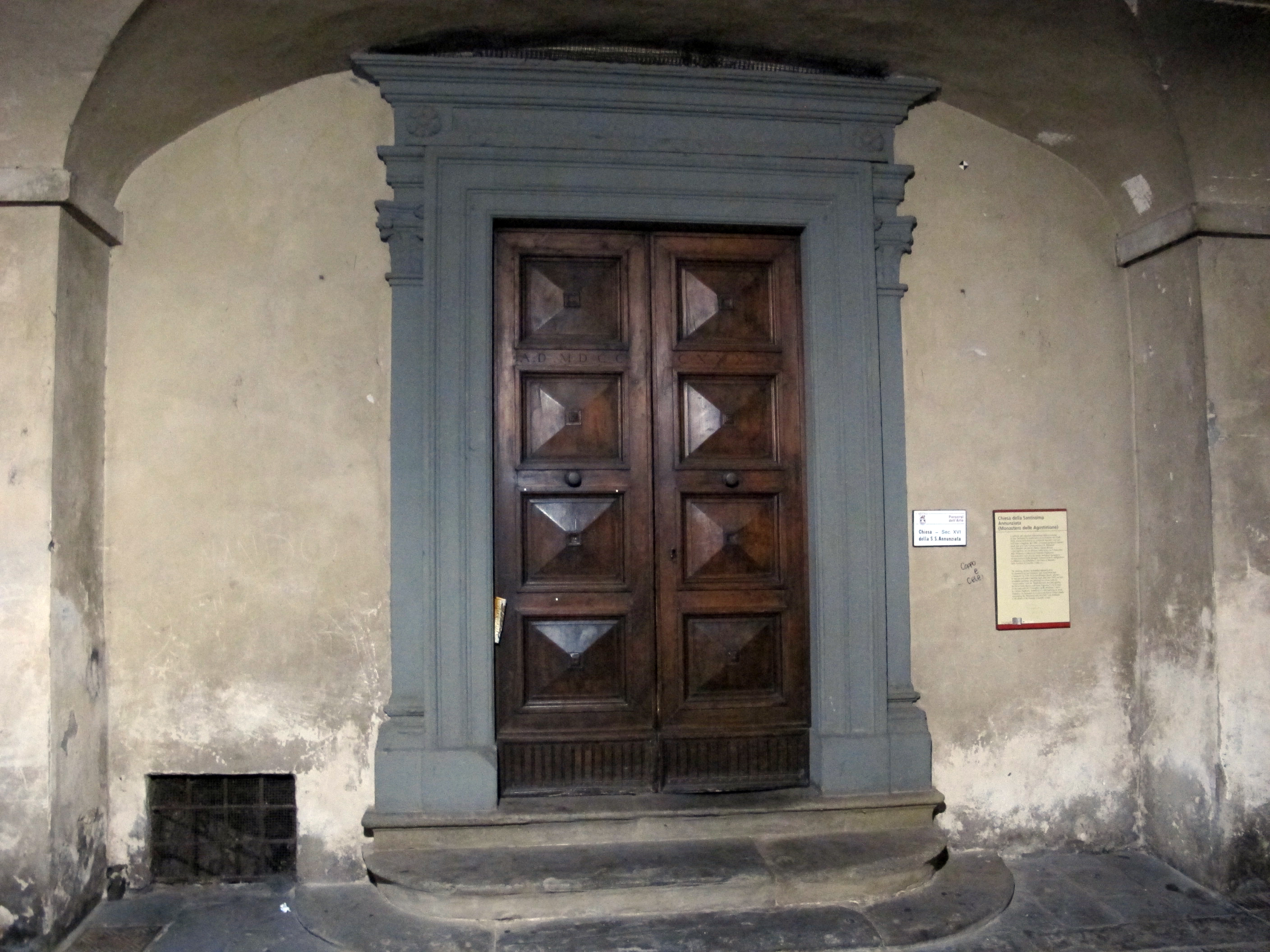
Chiesa della Santissima Annunziata
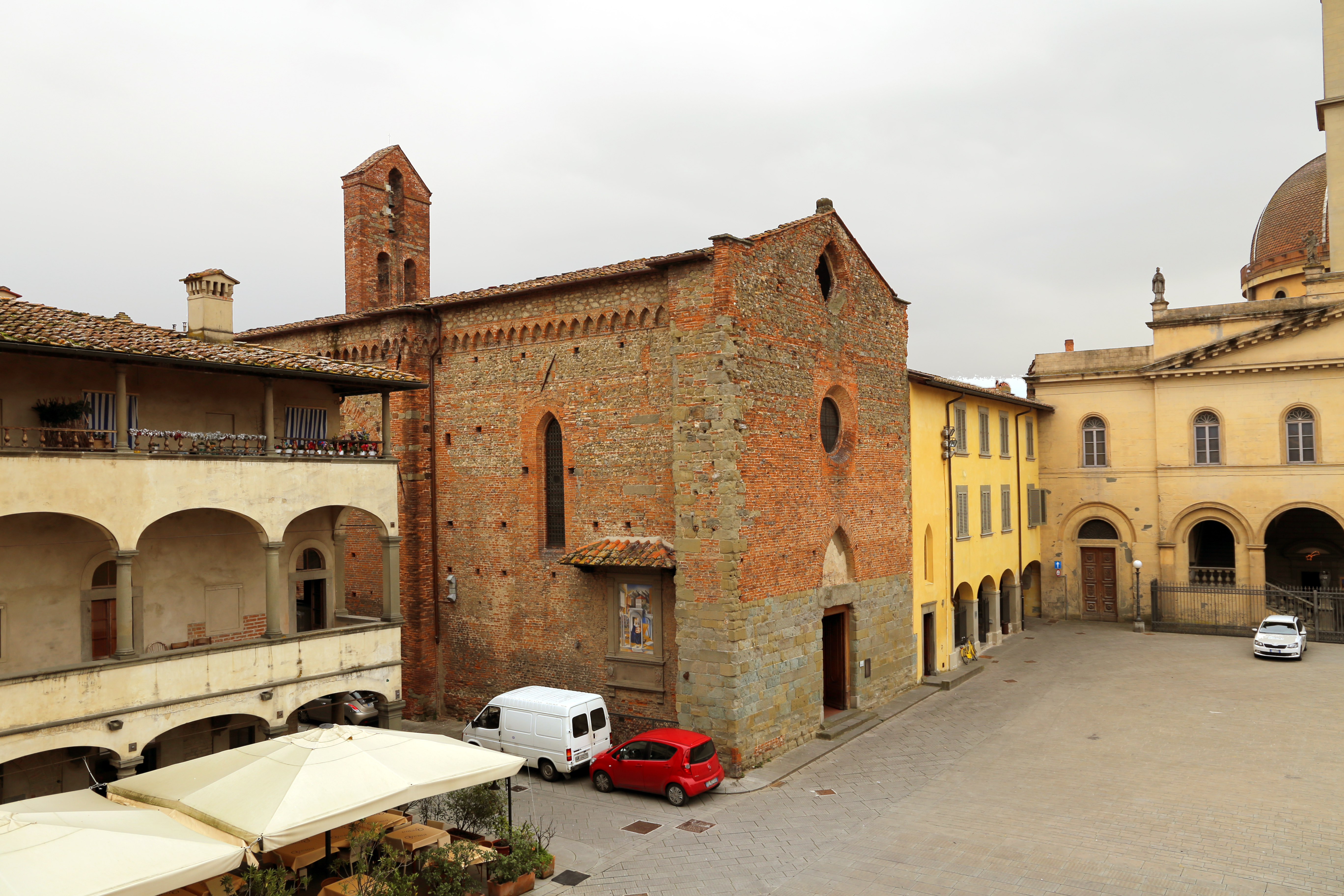
Chiesa di San Lorenzo
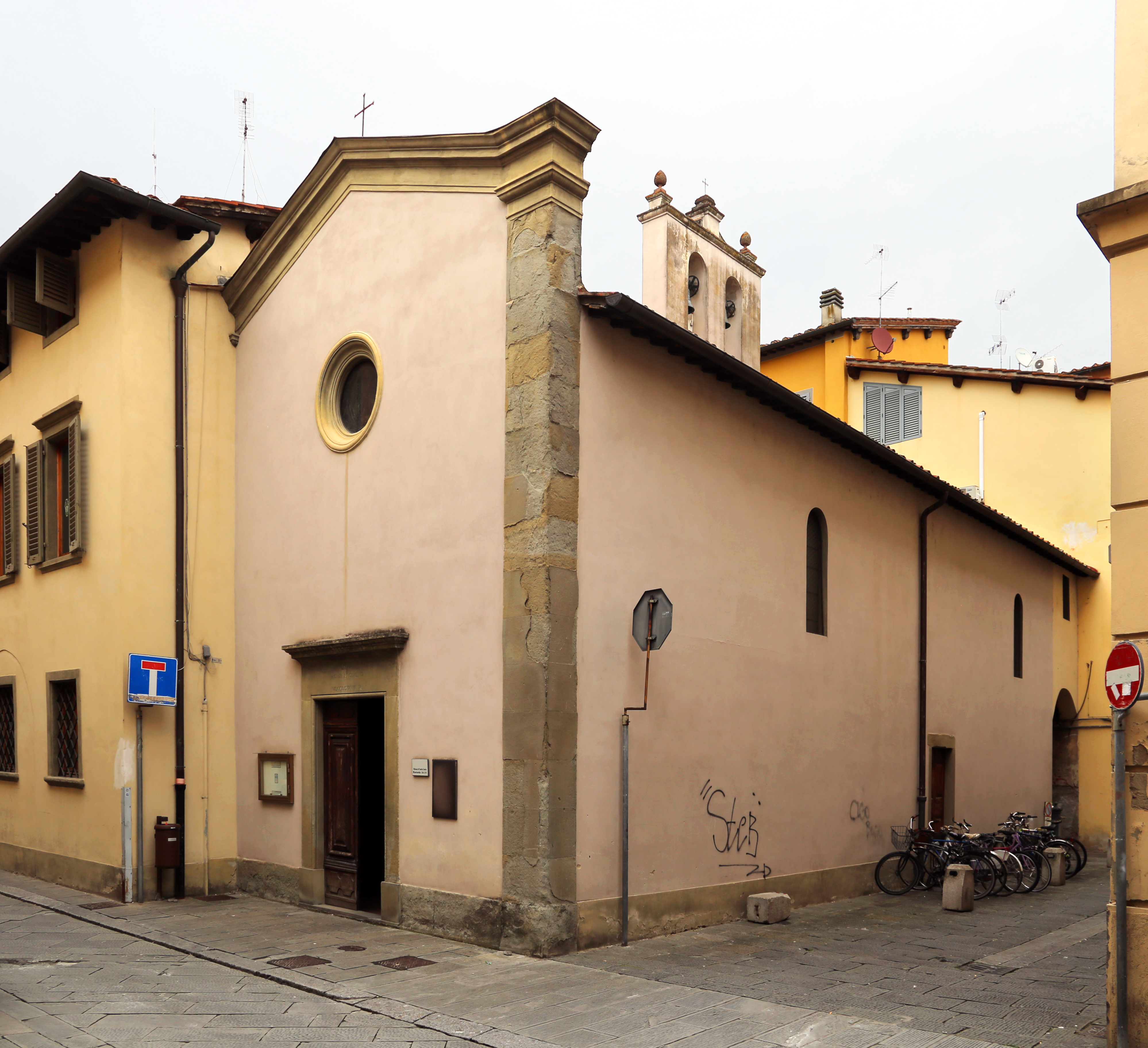
Chiesa di Santa Lucia
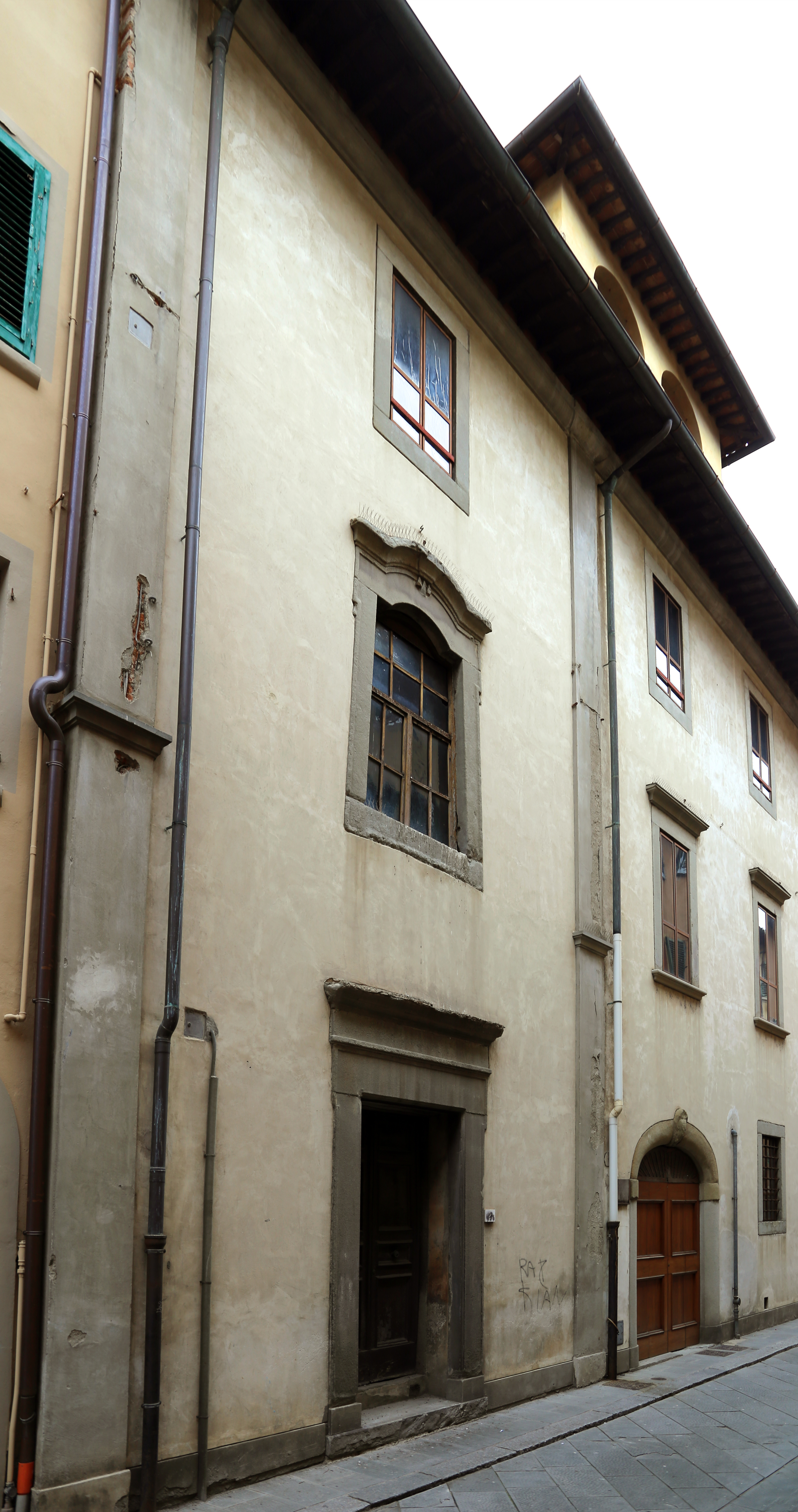
Chiesa delle Anime del Purgatorio
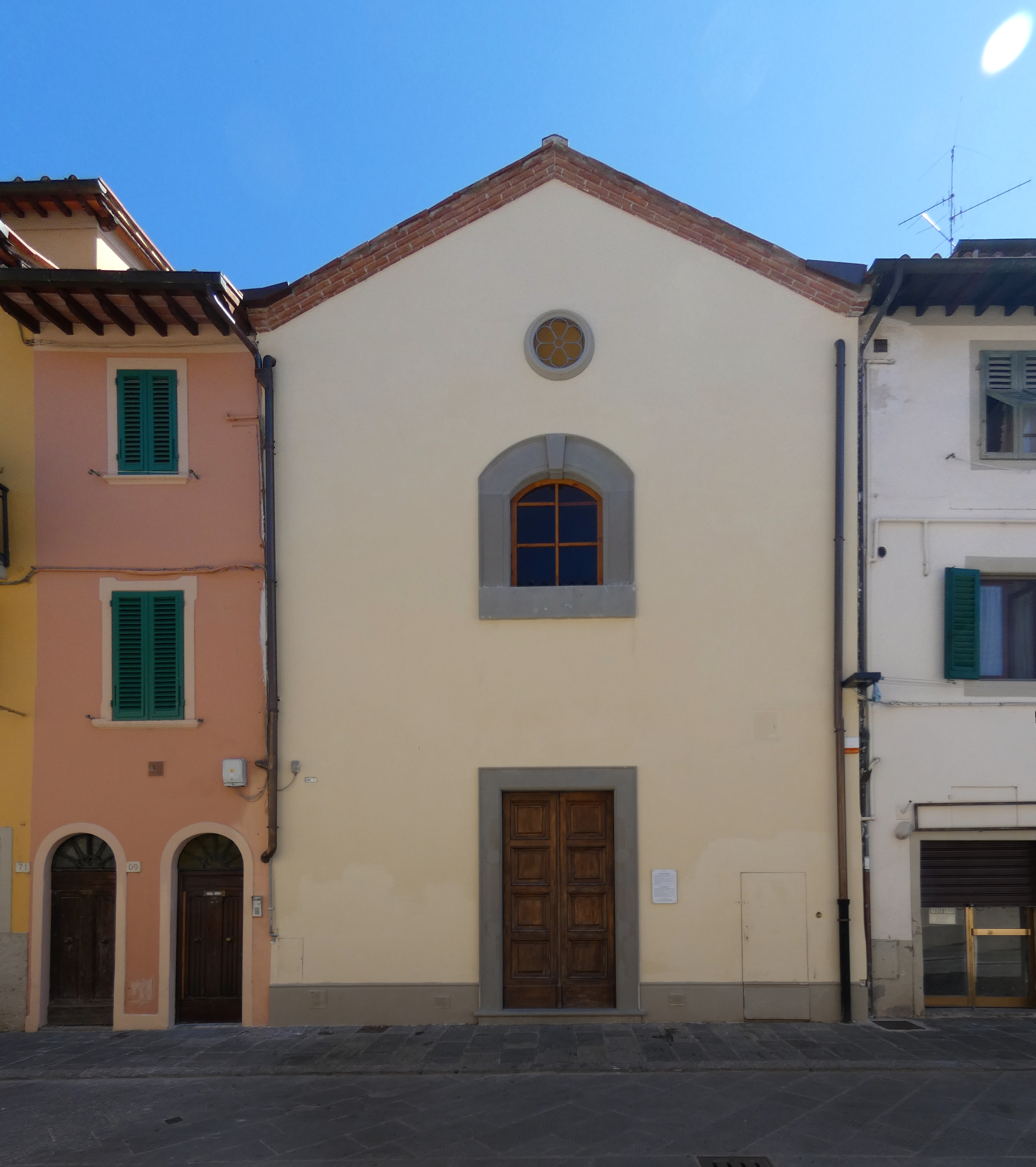
ex Oratorio della Compagnia della Santissima Annunziata
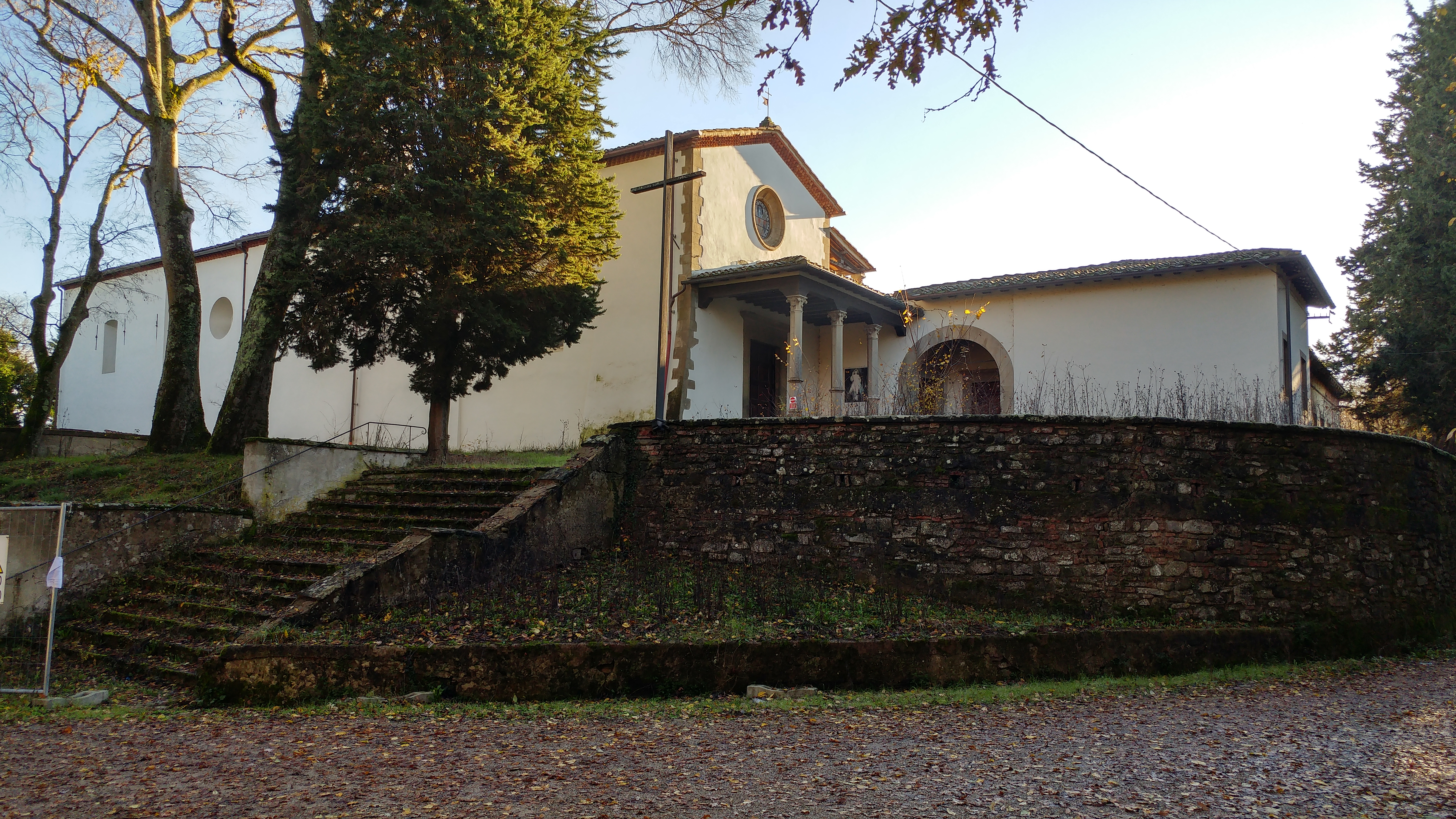
Convento di San Francesco a Montecarlo

### Architetture civili
- Palazzo d'Arnolfo, dal nome di Arnolfo di Cambio, detto anche Palazzo Pretorio, è un palazzo duecentesco che costituì per secoli il centro di potere del paese di San Giovanni Valdarno.
- Il Palazzaccio, detto anche Palazzo Salviati, è di origine trecentesca, ma presenta anche modifiche successive. La facciata si propone singolare, ricordando i modelli dell'architettura toscana del tardo Rinascimento, col tipico utilizzo della sovrapposizione di logge ad archi ribassati nei primi due ordini e architravati a terrazza sul terzo.
- Convento delle Agostiniane
- Palazzo Panciatichi
- Palazzo Feroni, frutto dell'accorpamento di più unità edilizie avvenuto nel 1700, ad opera dei Marchesi Feroni.
- Palazzo Mannozzi-Turini
- Palazzo Mannozzi-Gariberti, palazzo trecentesco, fu sede fino al 1570 di un Banco di Prestito, retto da una rappresentanza ebraica, a cui subentrò un Monte di Pietà granducale. A testimonianza del periodo ebraico, vi è una lapide con una scritta, in ebraico, riportante i versetti 5 e 6 del Salmo 137, come era in uso in queste abitazioni.
- Palazzo Corboli, antico palazzo ristrutturato nel 1700 dalla famiglia fiorentina Corboli.
- Palazzetto trecentesco

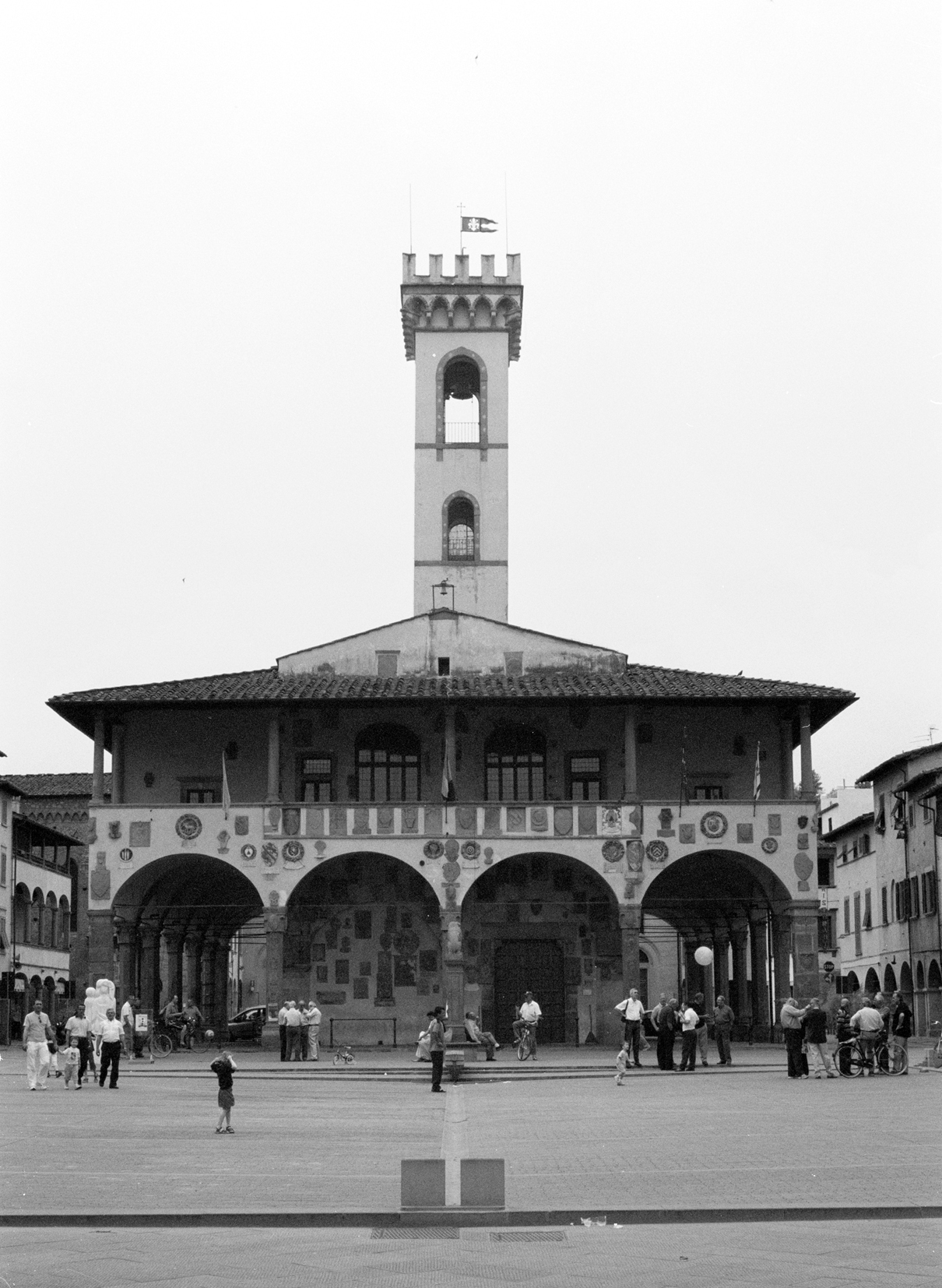
Palazzo d'Arnolfo
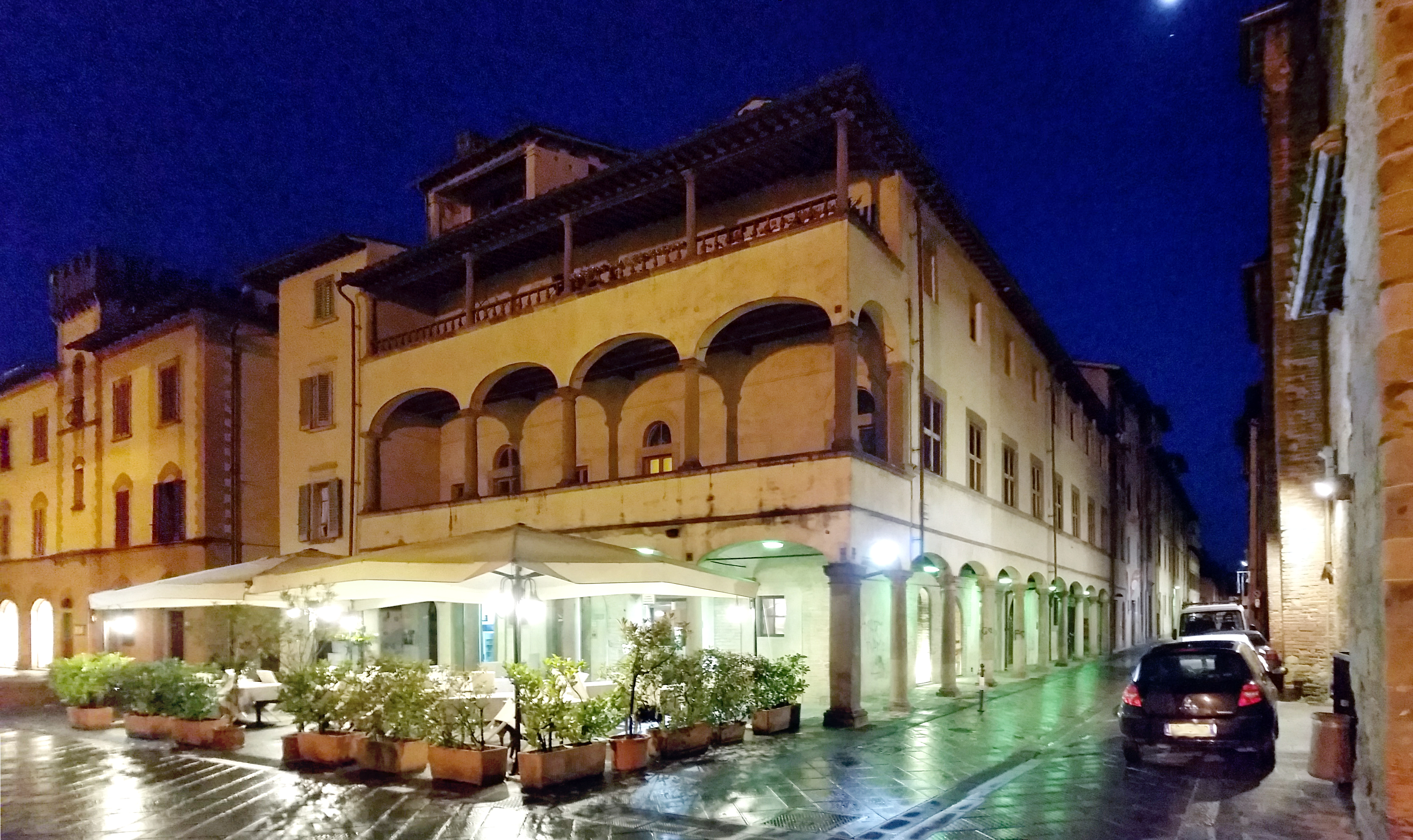
Il Palazzaccio (detto anche Palazzo Salviati)
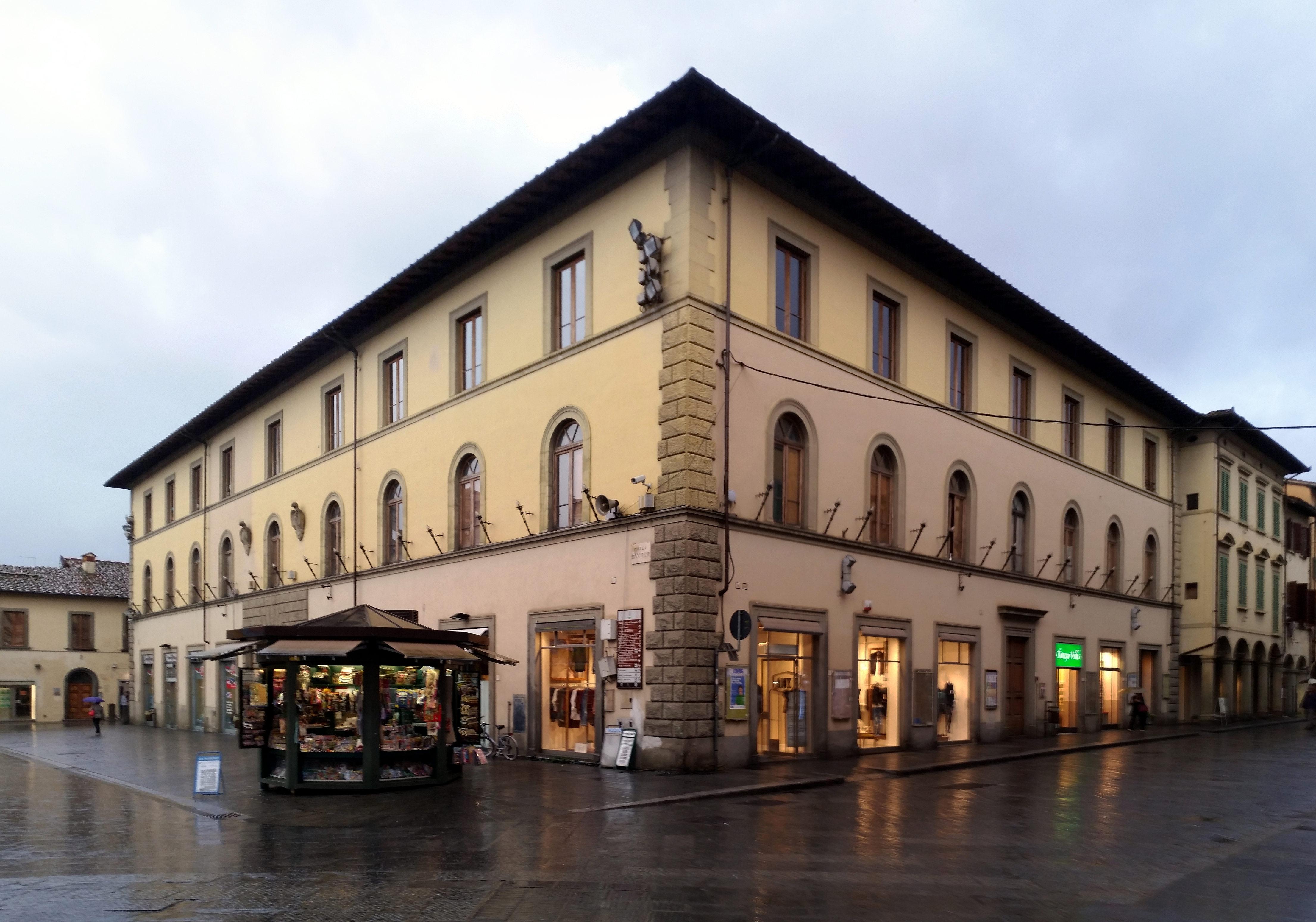
Convento delle Agostiniane
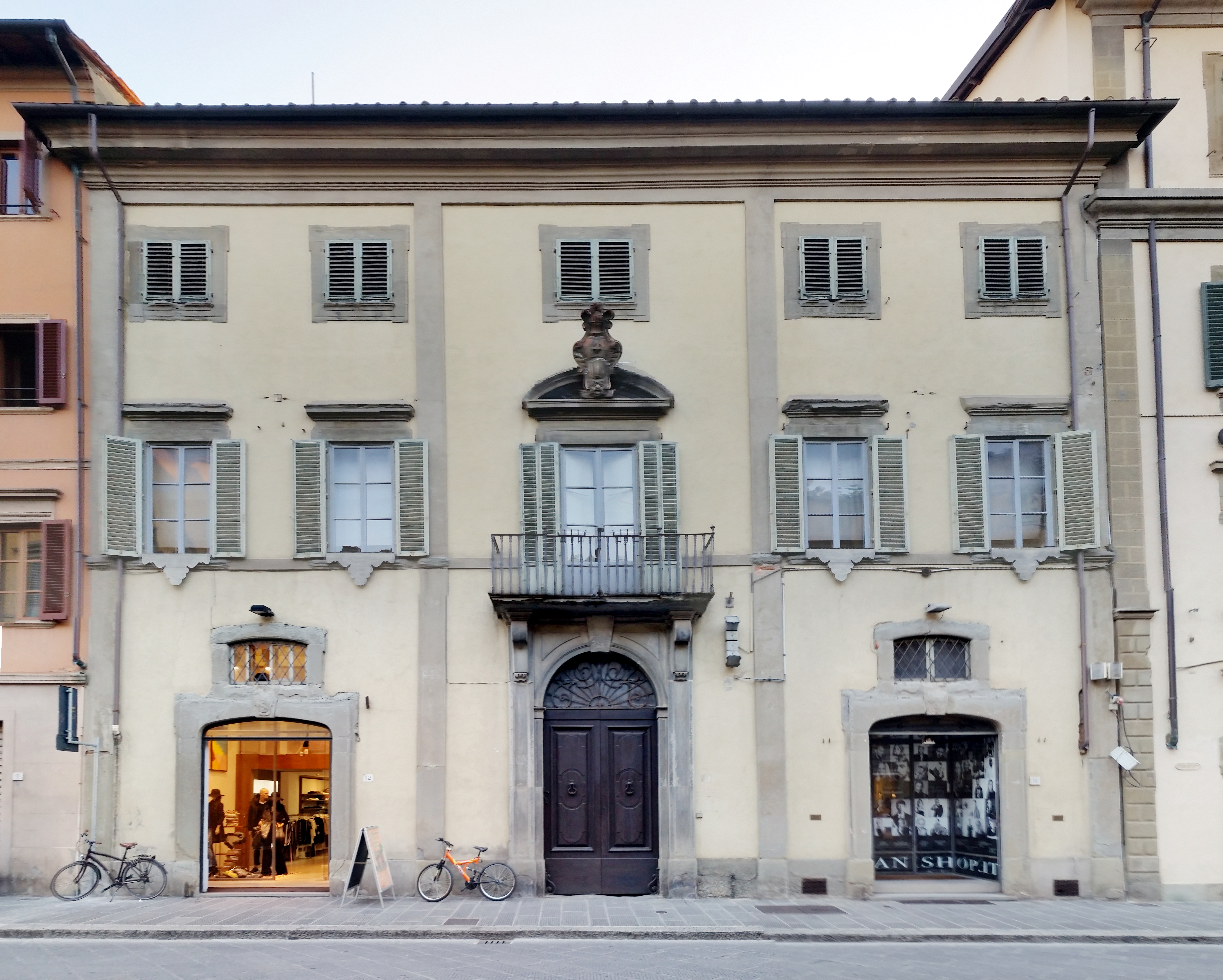
Palazzo Panciatichi
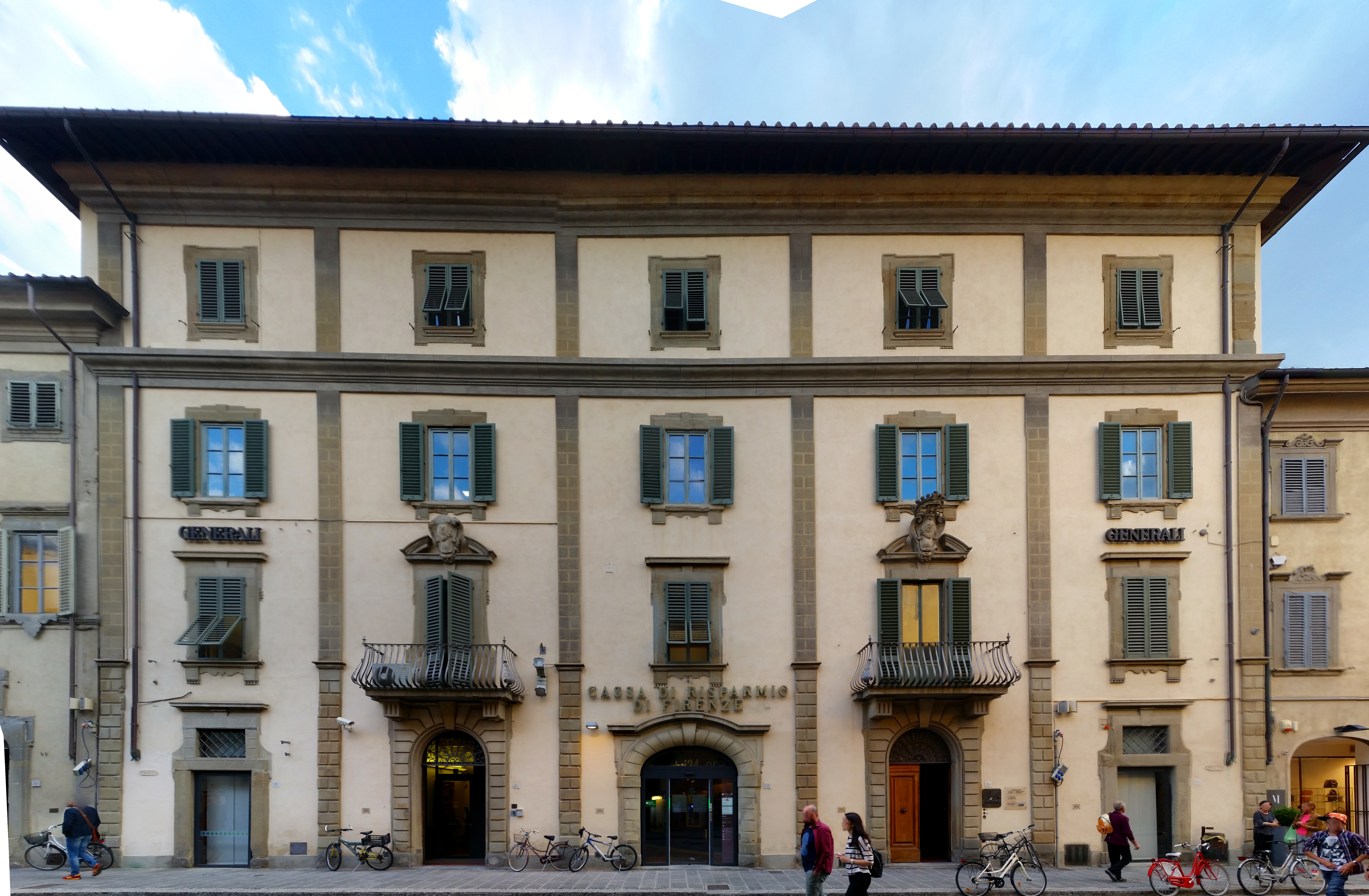
Palazzo Feroni
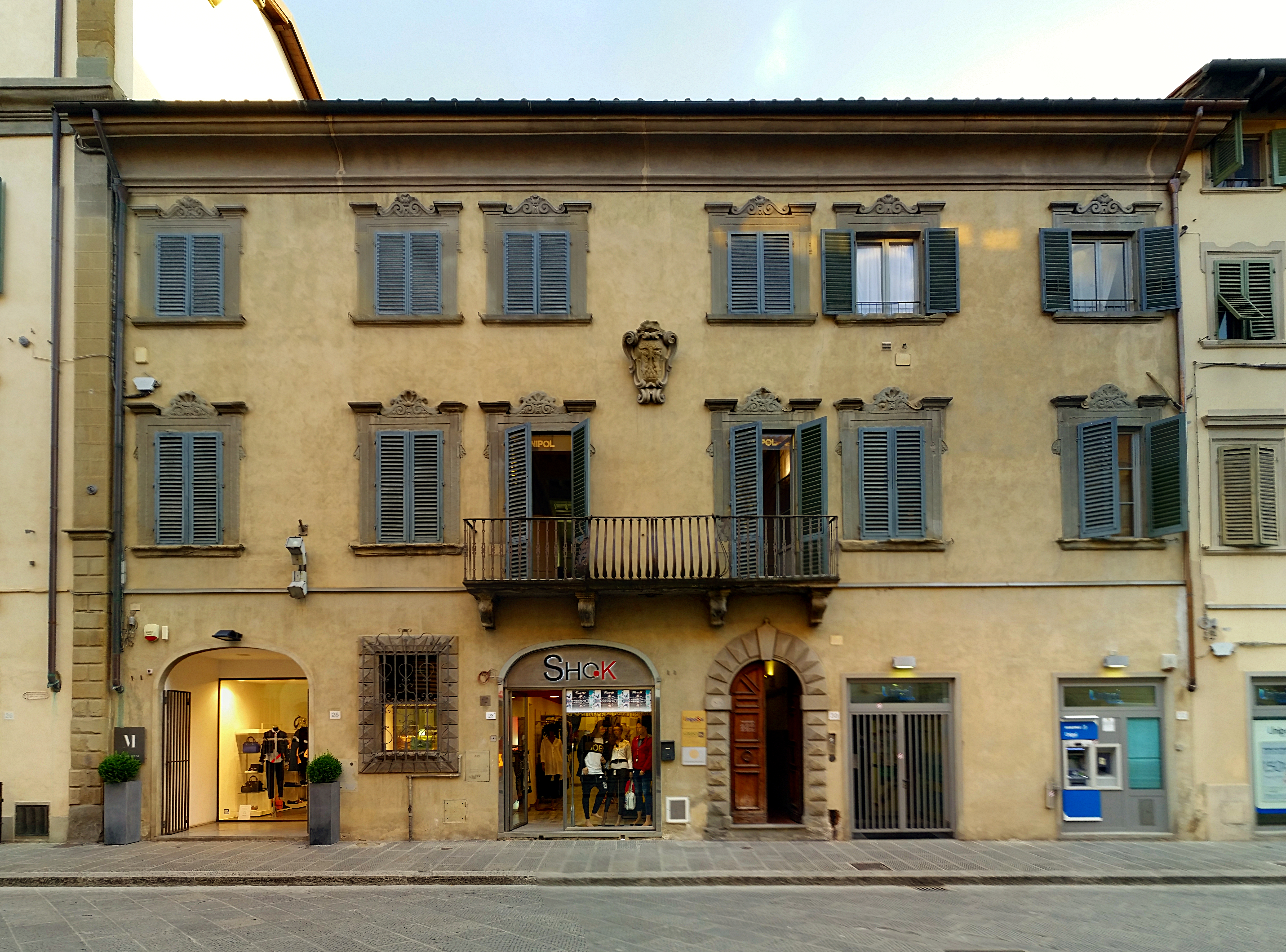
Palazzo Mannozzi-Turini
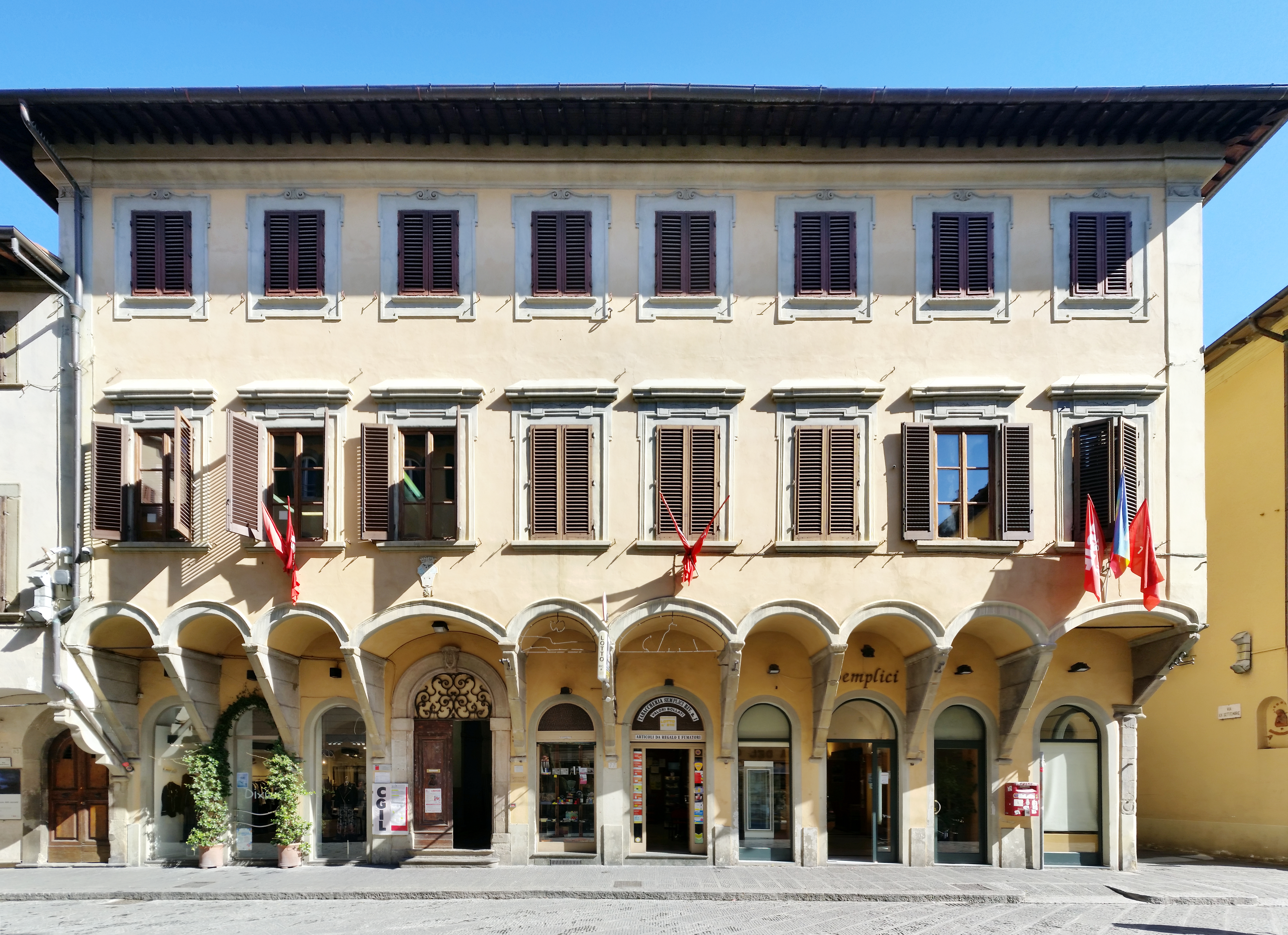
Palazzo Mannozzi-Gariberti
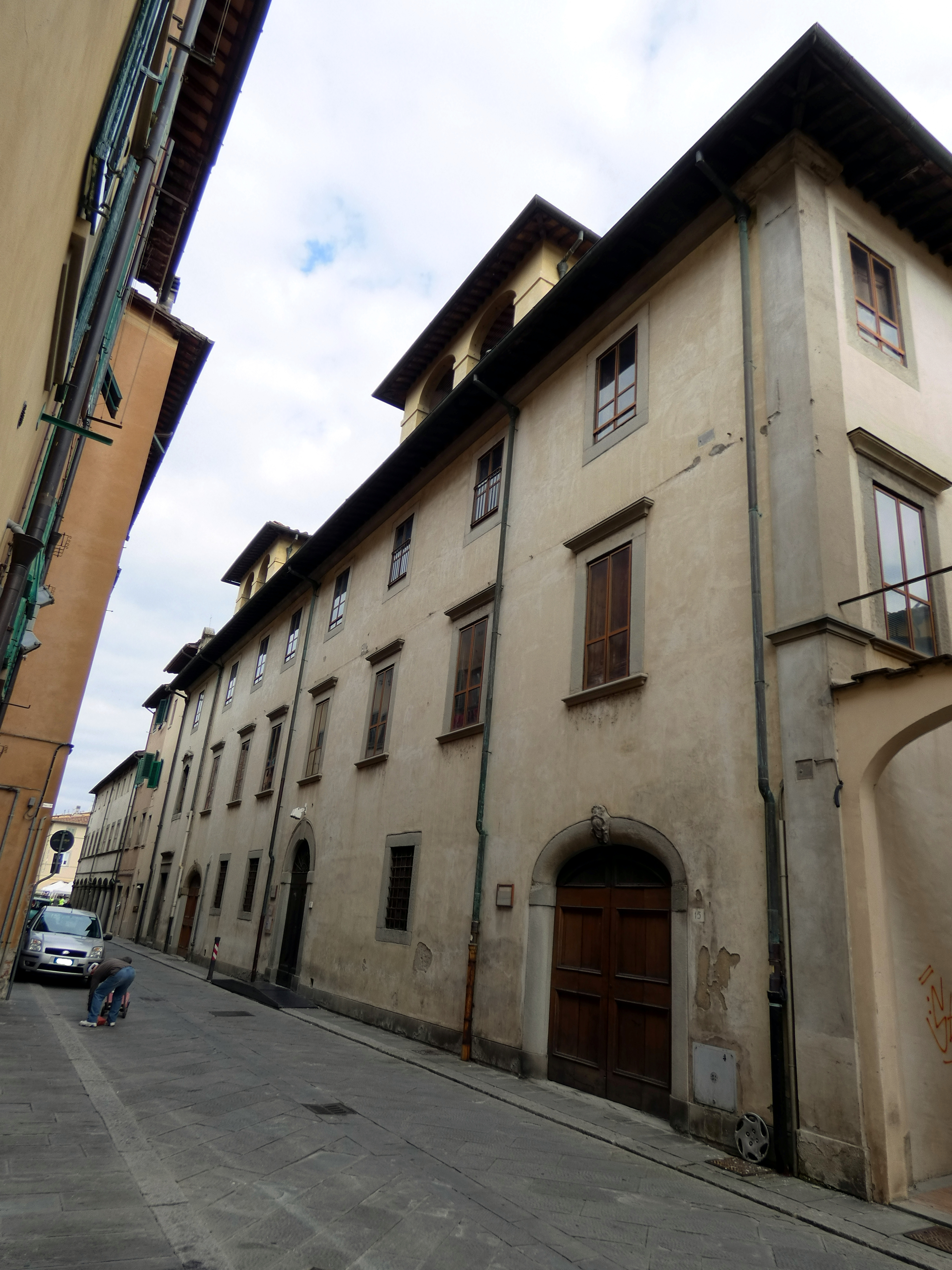
Palazzo Corboli
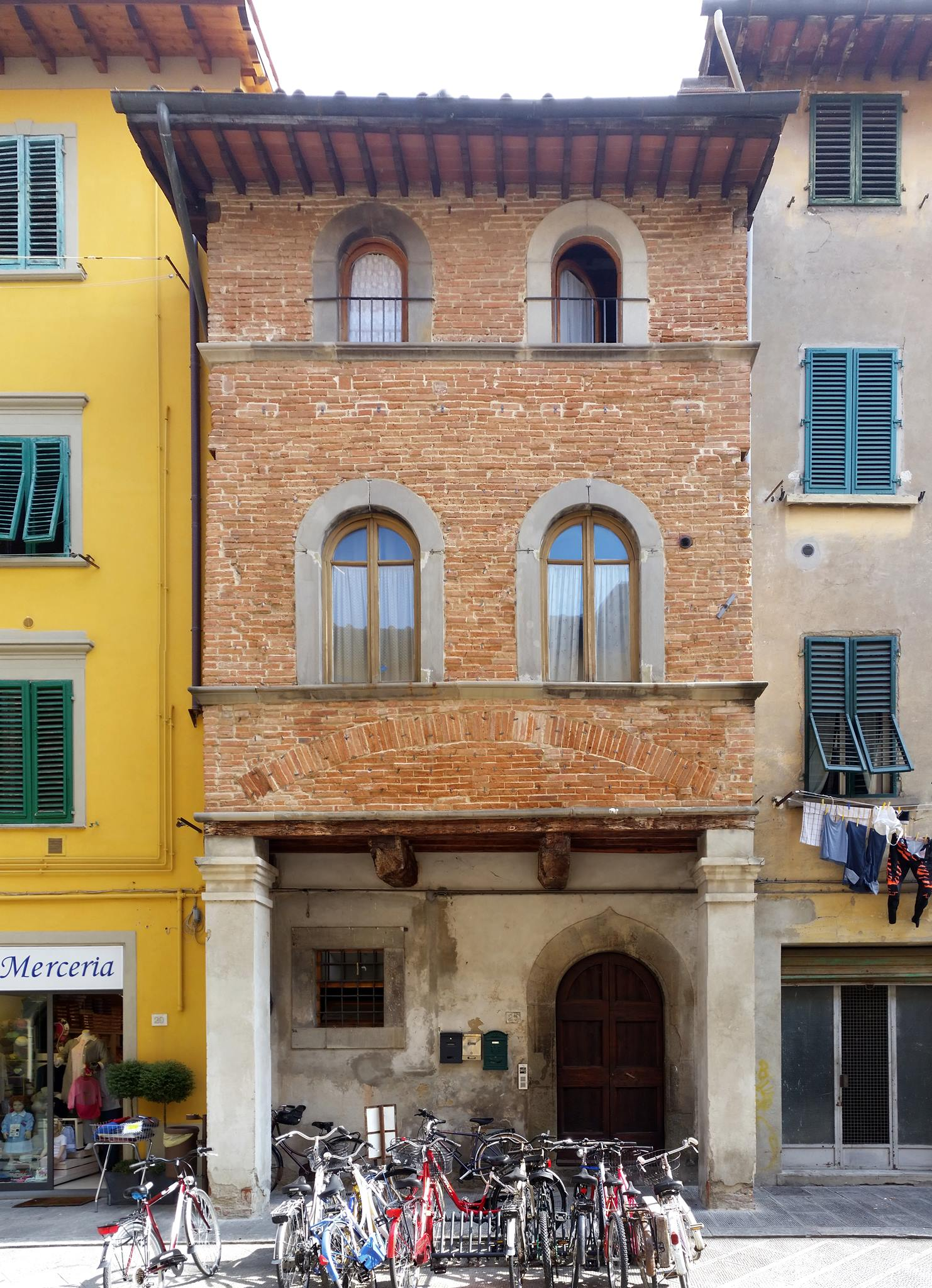
Palazzetto trecentesco

## Società

### Evoluzione demografica
Abitanti censiti

### Etnie e minoranze straniere
Secondo i dati ISTAT al 31 dicembre 2010 la popolazione straniera residente era di 1 794 persone. Le nazionalità maggiormente rappresentate in base alla loro percentuale sul totale della popolazione residente erano:
- Albania 694 4,05%
- Romania 389 2,27%
- Repubblica Dominicana 12 0,04%

### Religione

#### Il miracolo di Monna Tancia
Nel 1478 la peste uccise la maggior parte della popolazione di Castel San Giovanni. Tra i superstiti c'era un bambino di tre mesi di nome Lorenzo che, morta la madre Santa e il padre Francesco, rimase con la nonna paterna Monna Tancia di 75 anni. A causa della paura del contagio e della povertà la donna non trovò una nutrice e allora si rivolse supplichevole alla Madonna raffigurata all'esterno della porta (porta di S.Lorenzo) del castello. La notte miracolosamente l'anziana donna sentì uscire dai suoi seni il latte con cui nutrì il nipote. La notizia del miracolo si diffuse in tutta la Toscana richiamando un grande numero di fedeli e anche Lorenzo de' Medici accorse per essere testimone oculare. Attorno all'immagine sacra, per il grande affluire di fedeli, fu eretta una cappella (nel 1484) che poi diventerà la Basilica dove a sinistra dell'altare si trova ancora una rappresentazione del miracolo.

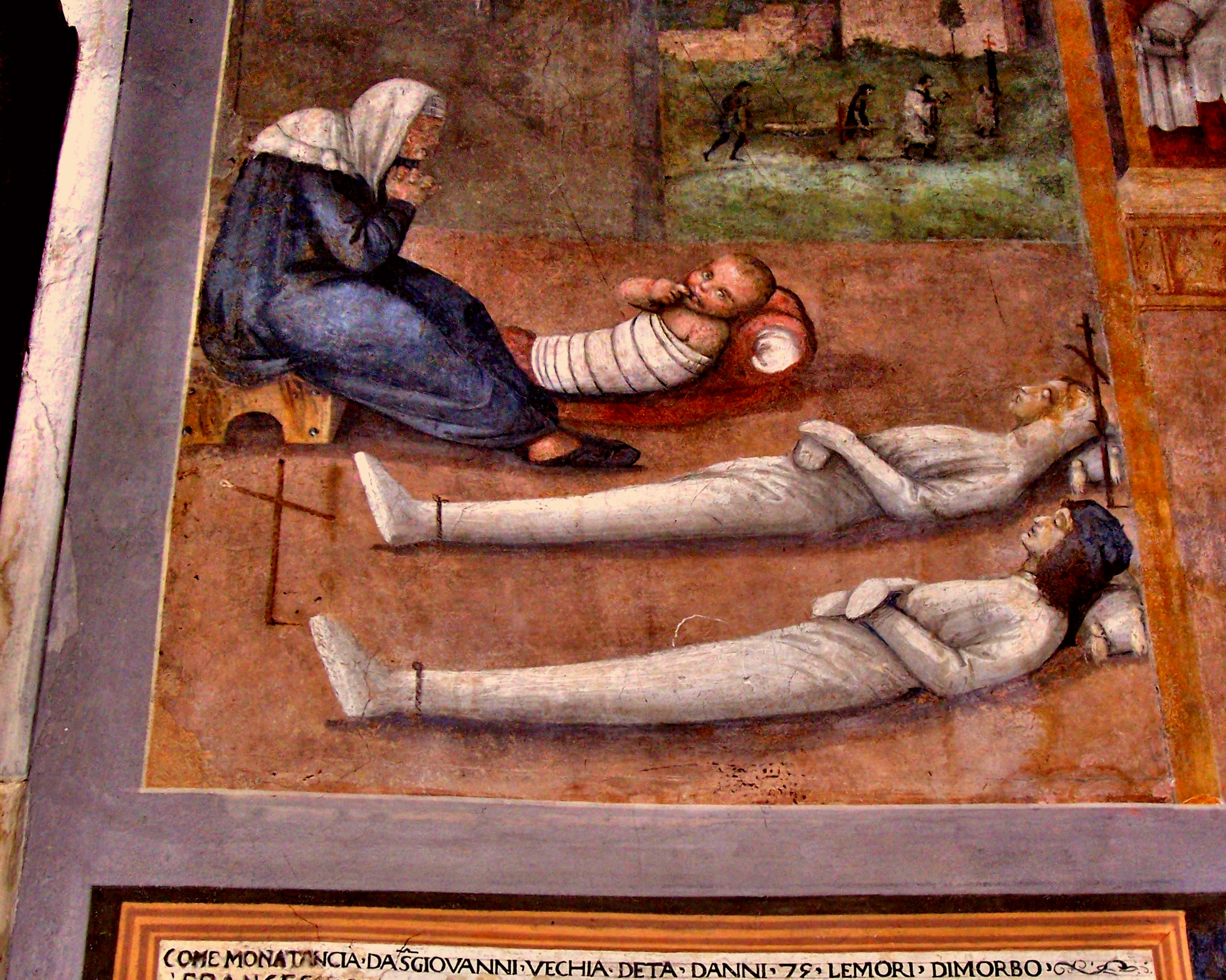
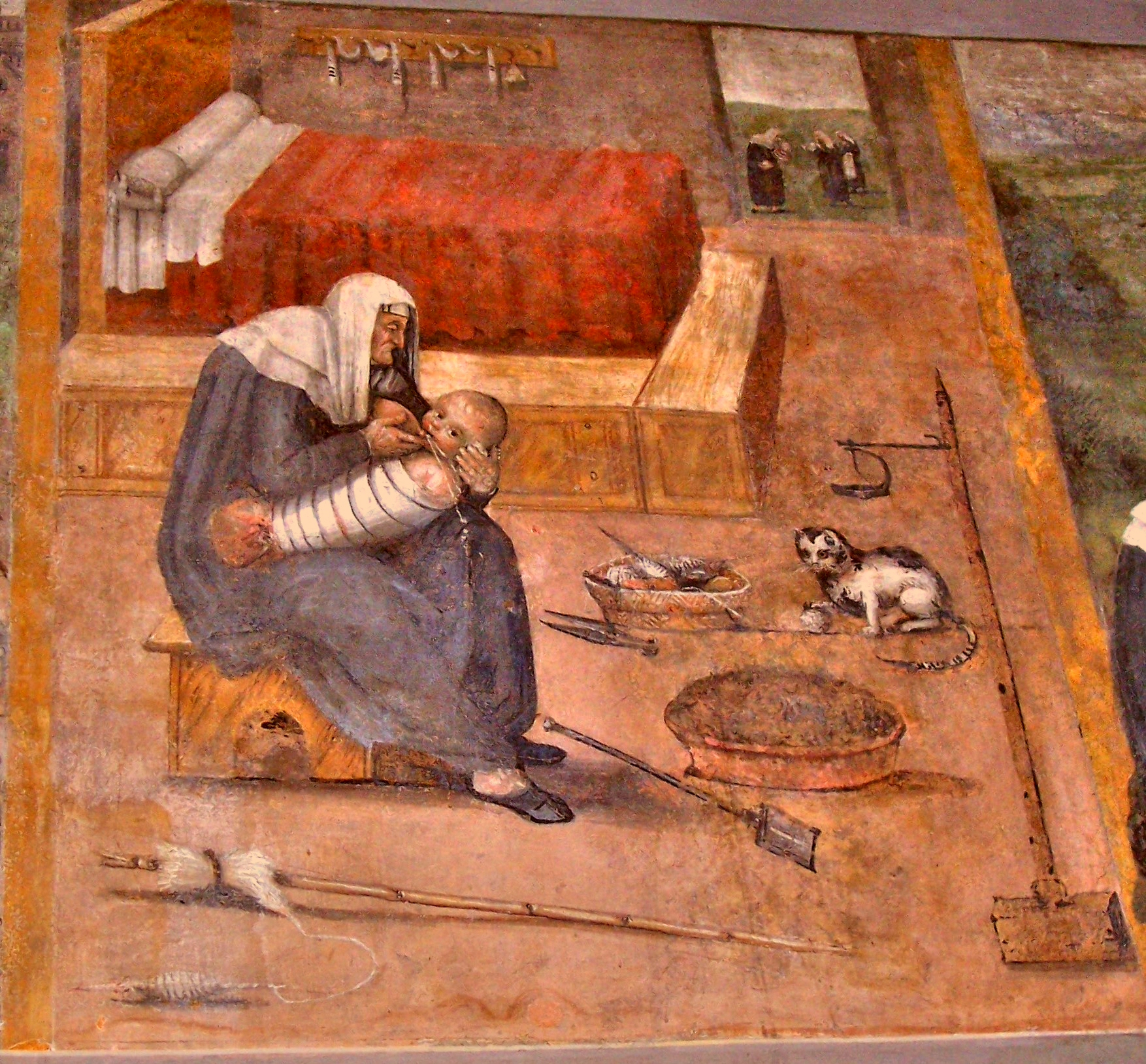
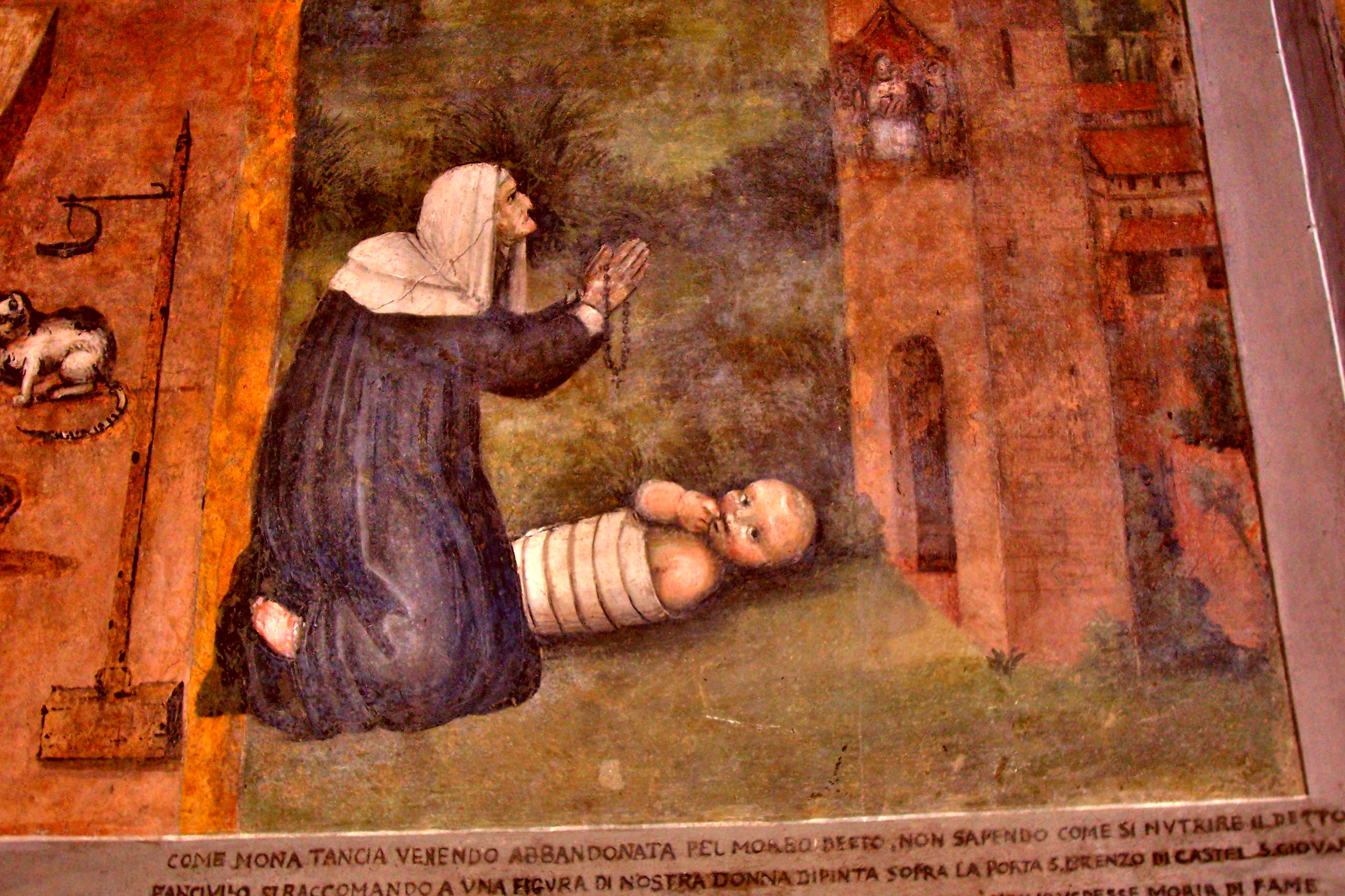
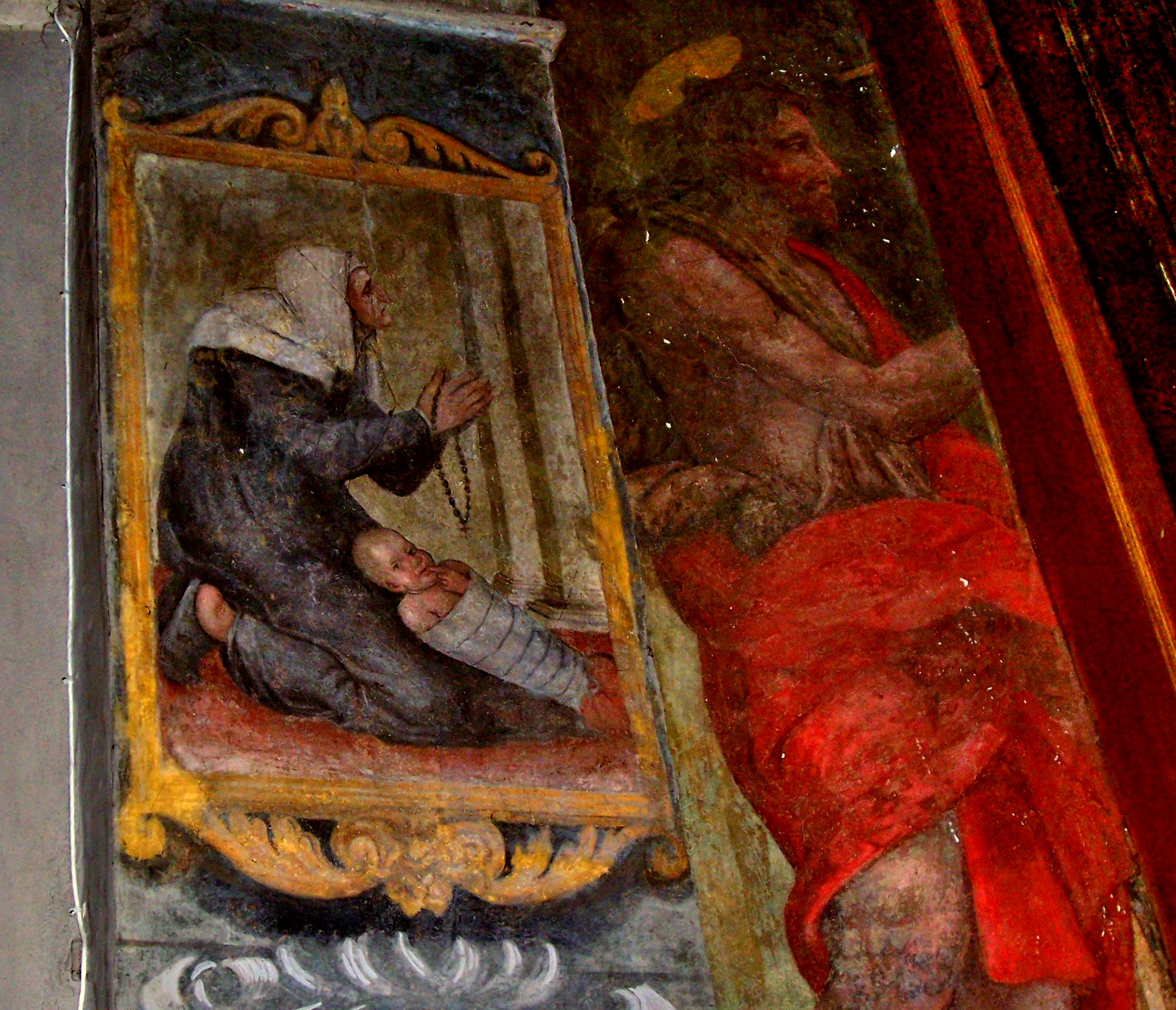

## Cultura

### Istruzione

#### Università
Dal 2001 è sede di un distaccamento dell'università di Siena grazie alla costruzione del Centro di Geotecnologie. La sede universitaria ha un corso di laurea triennale in Geotecnologie e un corso di laurea specialistica in Geologia Applicata.
È stata sede anche di un distaccamento dell'università di Firenze con un Corso di Laurea in Infermieristica, chiuso intorno al 2016.

#### Musei
- Museo della basilica di Santa Maria delle Grazie
  - Annunciazione di San Giovanni Valdarno, Beato Angelico, 1432 circa
- Museo delle Terre Nuove
- Casa Masaccio - Centro per l'Arte Contemporanea
- Casa natale di Giovanni da San Giovanni

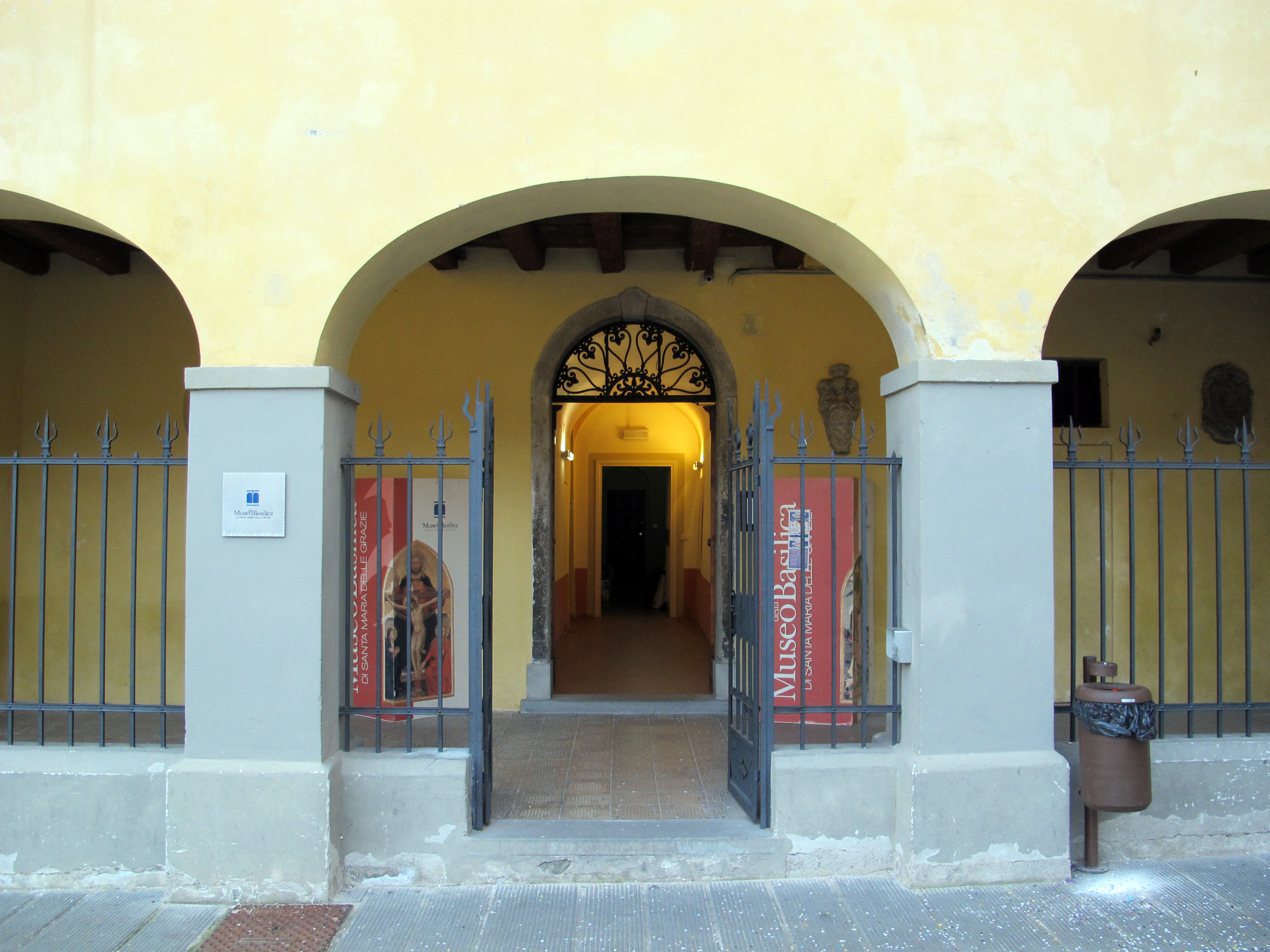
Museo della basilica di Santa Maria delle Grazie
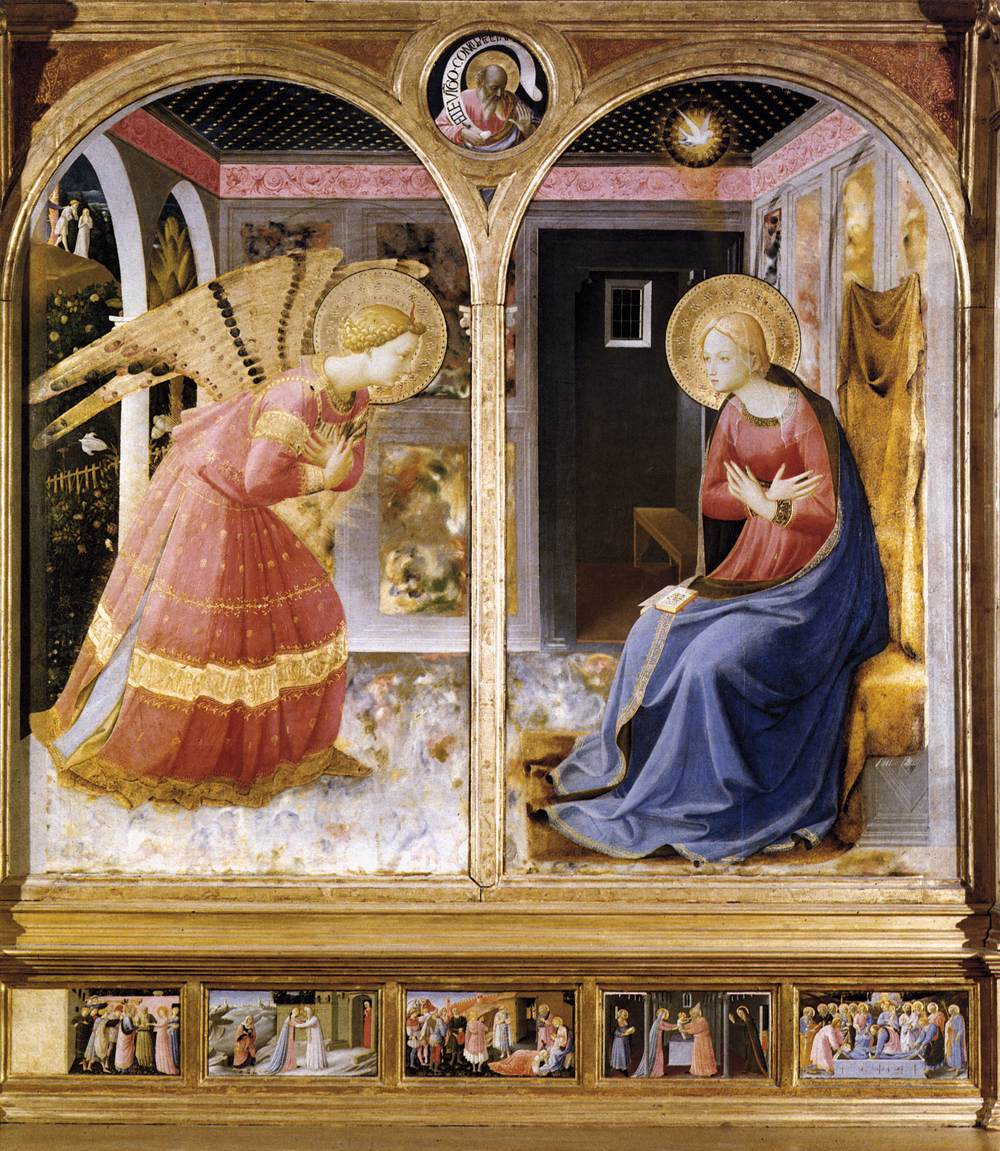
Annunciazione di San Giovanni Valdarno
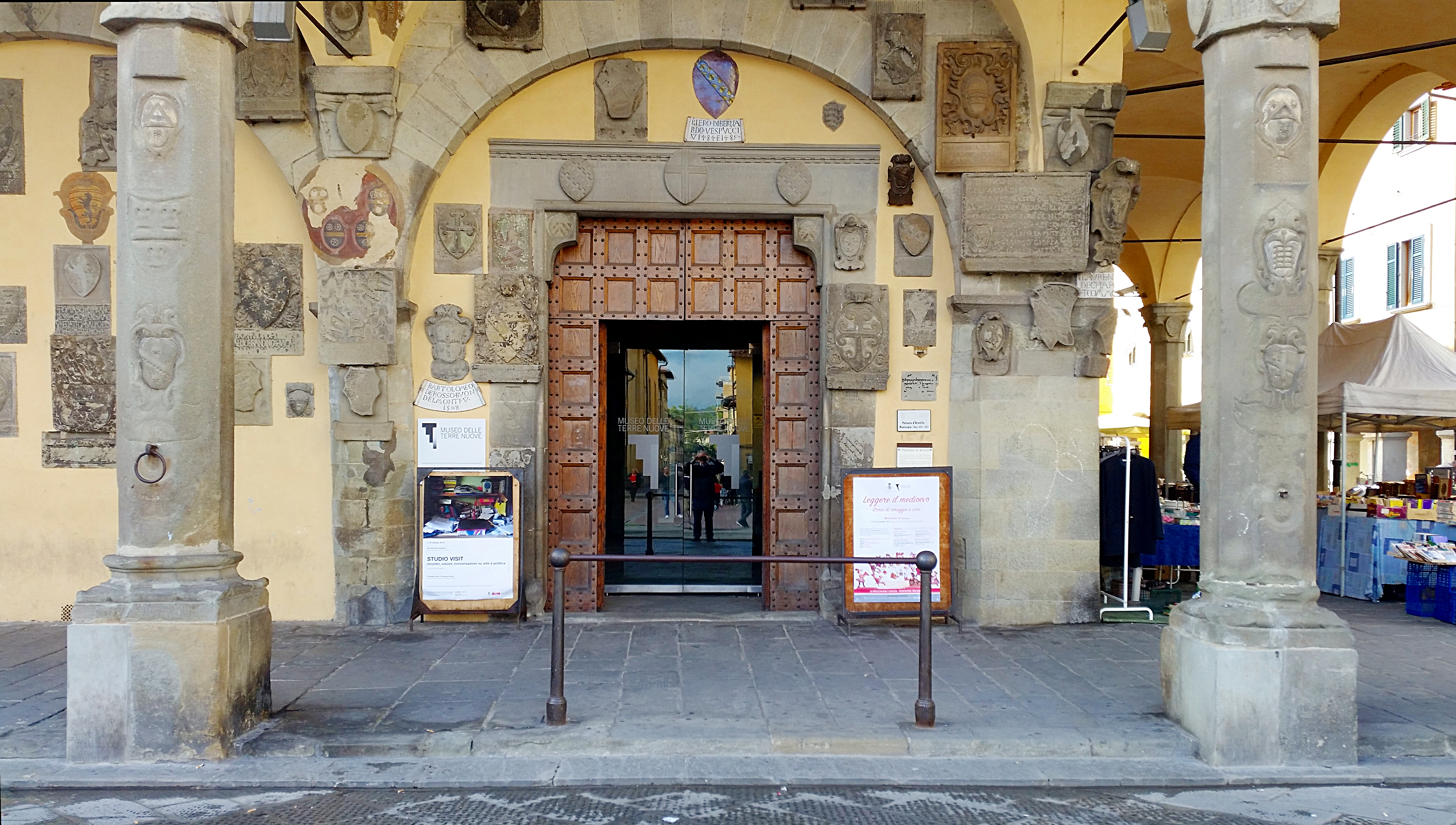
Museo delle Terre Nuove
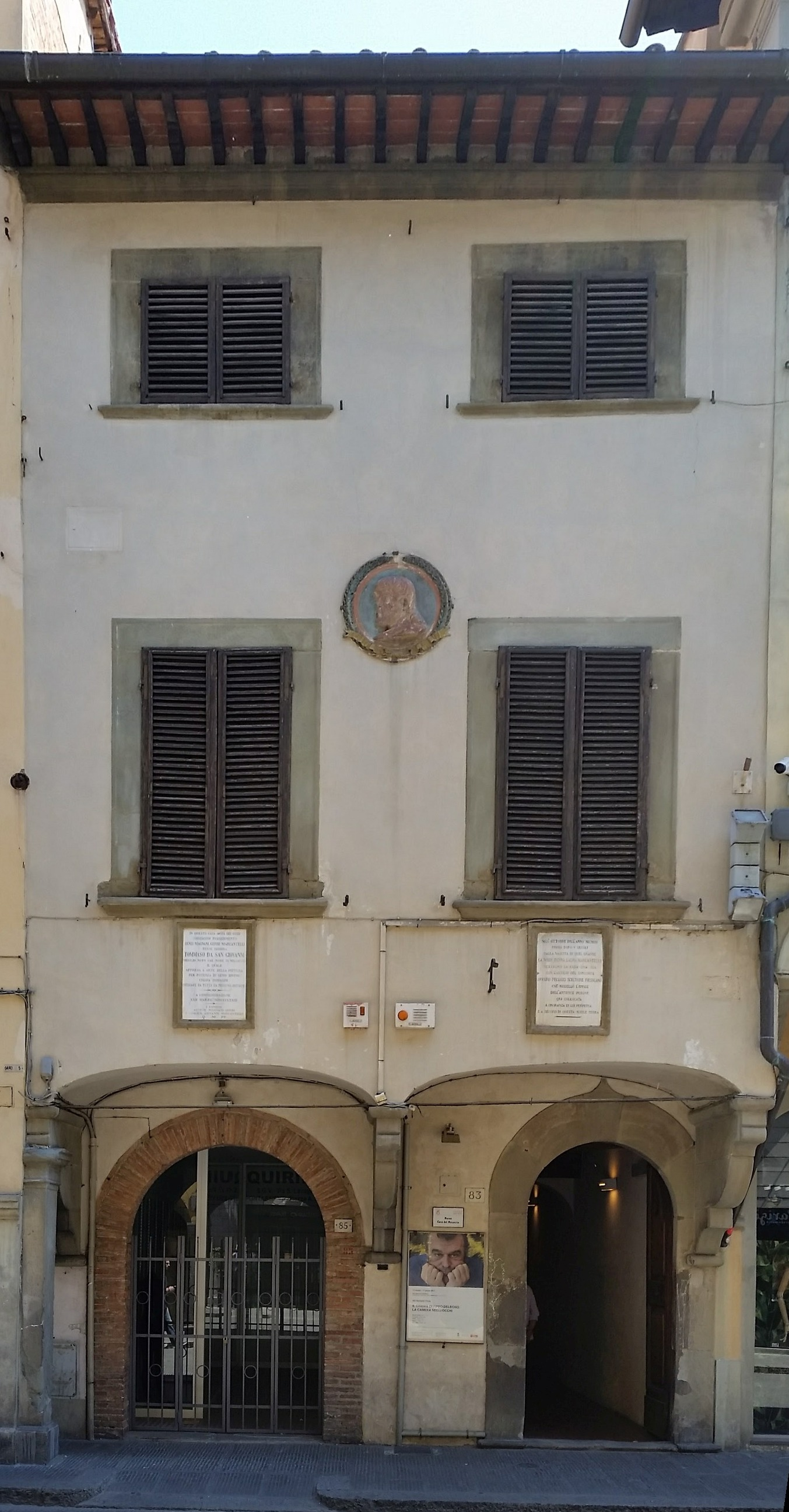
Casa Masaccio
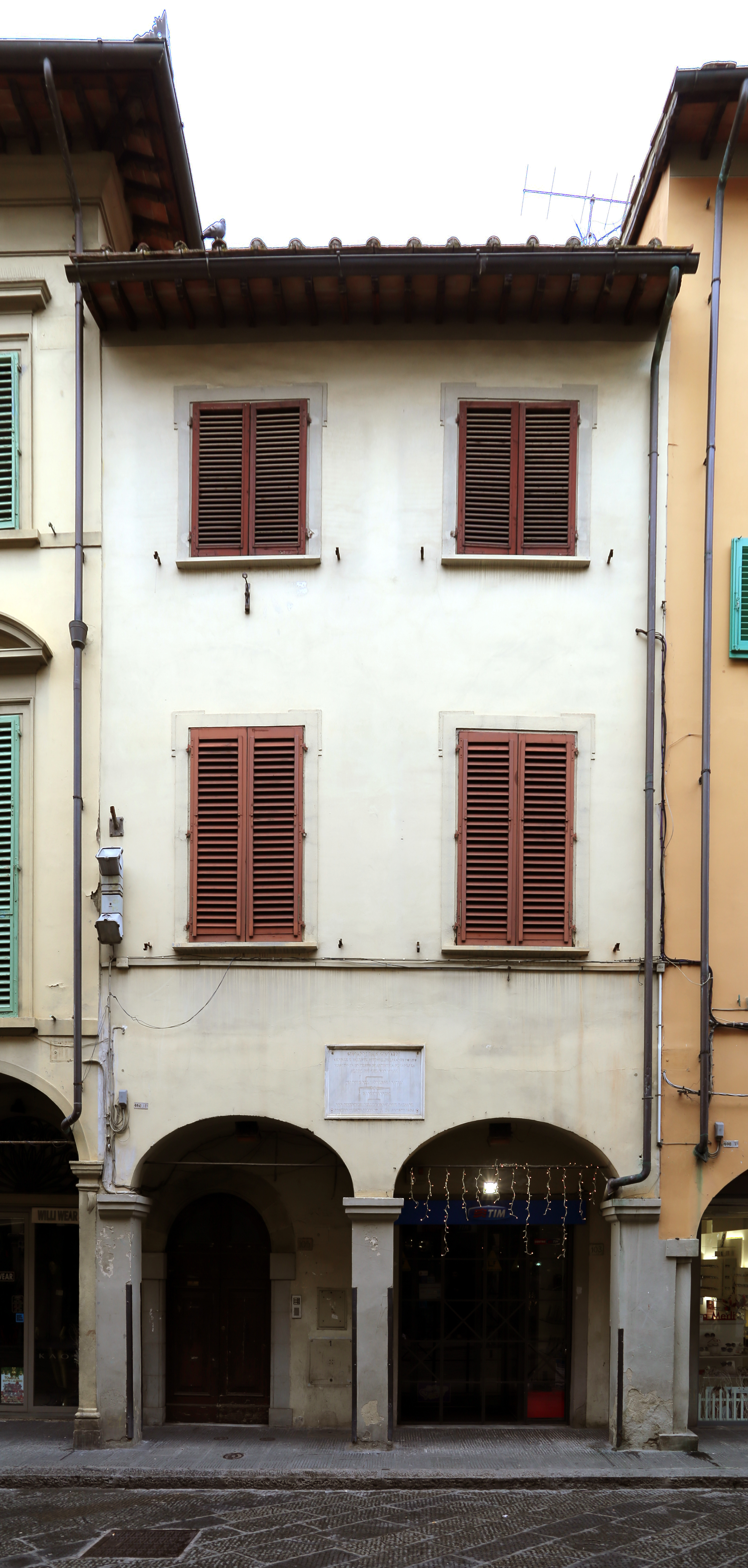
Casa di Giovanni da San Giovanni

### Musica

Concerto Comunale di San Giovanni Valdarno nel 1902

A San Giovanni è attiva una banda sinfonica che per fondazione è una delle più antiche in Italia, essendo nata nel febbraio del 1818 presso l'Oratorio di San Giovanni. In seguito la banda partecipò a manifestazioni di rilievo come l'inaugurazione del monumento a Dante Alighieri in piazza Santa Croce a Firenze il 14 maggio 1865 o le celebrazioni michelangiolesche, sempre a Firenze, dieci anni dopo.
Il 13 aprile 1883 fu designato, quale direttore stabile della banda il giovane maestro Ermenegildo Cappetti. Sotto la guida del Cappetti, durata fino al 1924, la banda conseguì importanti successi in numerosi concorsi nazionali, tra cui la medaglia d'oro nel concorso bandistico di Torino del 1902.
L'attuale nome, "Concerto Comunale di San Giovanni Valdarno", fu deciso dall'adunanza generale del Corpo Musicale, nella seduta del 10 aprile 1900, nella quale approvò il nuovo Statuto in cui la banda si poneva sotto il patrocinio del Comune.
Fra le numerose personalità che hanno presieduto il Concerto Comunale, spicca il nome del dottor Gianfranco Fineschi.
Presso il Concerto Comunale di San Giovanni Valdarno è istituita, fin dalle sue origini, e ne è parte integrante, una Scuola di Musica aperta a tutti (bambini, ragazzi e adulti).
Lo scopo della Scuola di Musica è di formare nuovi musicanti per il Concerto Comunale.

### Cucina
- Stufato alla sangiovannese, ricetta segreta legata alla tradizione degli Uffizi nei saloni della Basilica di Santa Maria delle Grazie.
- Tarese, (questa non è originaria solo di San Giovanni, ma si trova in altre località del Valdarno come Montevarchi e Bucine ad esempio) è uno speciale tipo di pancetta "stesa" locale, molto saporita, di grandi dimensioni, talvolta di cm 50 per cm 80.

### Eventi e tradizioni popolari

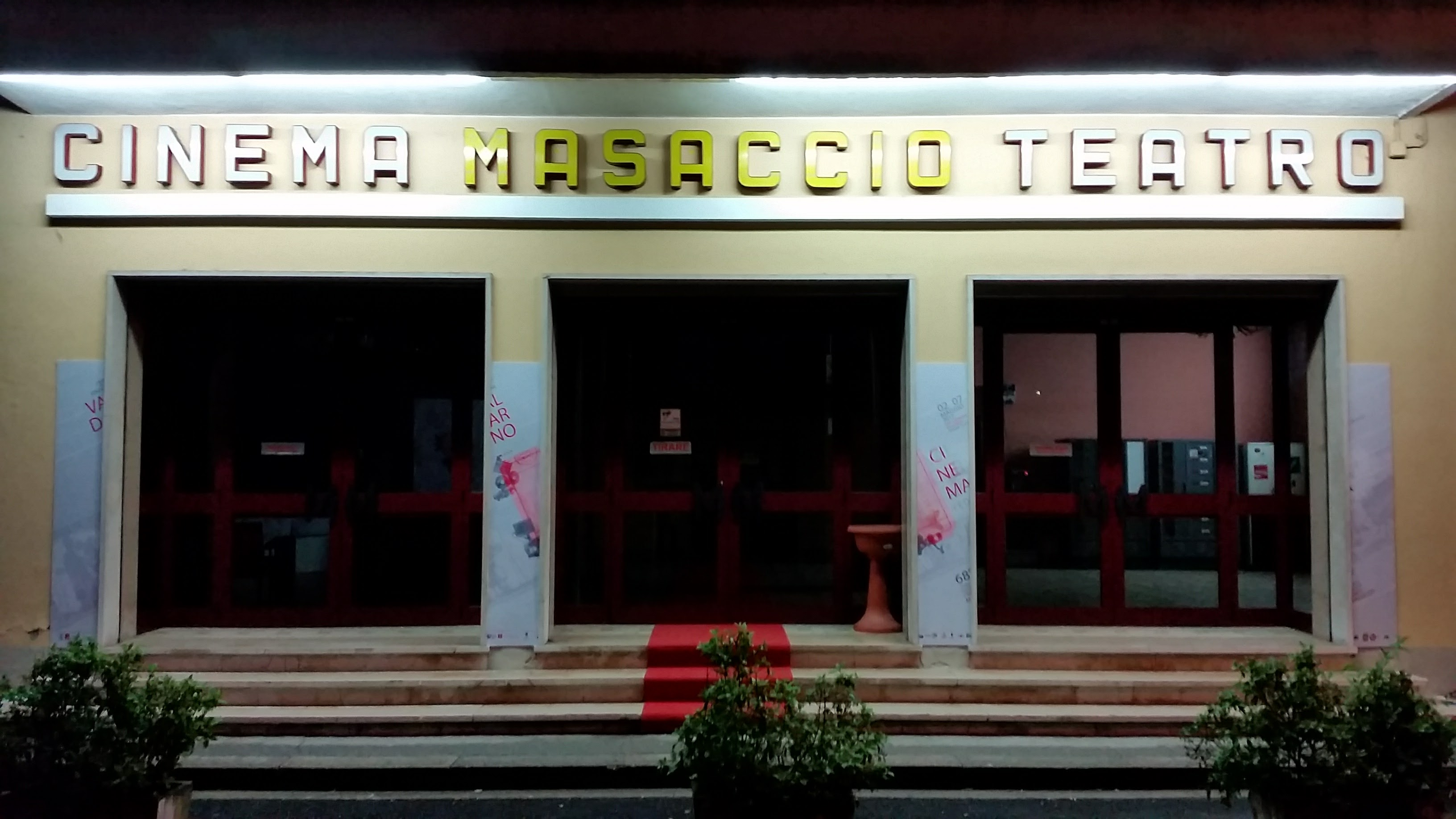
Il Cinema Teatro Masaccio sede del festival cinematografico

- ValdarnoCinema Film Festival Il Cinema Teatro Masaccio sede del festival cinematografico
- Premio Marco Melani
- Festa della Rificolona

## Economia

### Industria
A San Giovanni ci sono due importanti industrie storiche:
- Ferriera del Valdarno, oggi Duferdofin, per quanto riguarda la produzione di suole e lame per macchine movimento terra e prodotti per armamento ferroviario, e Afv Beltrame relativamente al laminatoio.
- Distillerie italiane, oggi Polynt S.p.A., produttore di prodotti chimici di base ed in particolare isomerati e resine sintetiche.

Ferriera del Valdarno
Distillerie italiane

### Artigianato
Sono ancora attive e diffuse varie attività artigianali, tra le quali è rinomata la realizzazione di oggetti di vetro per l'arredamento.

## Infrastrutture e trasporti

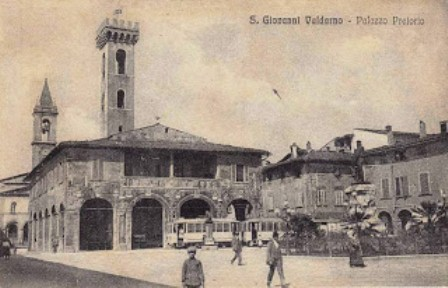
San Giovanni Valdarno, Palazzo Pretorio con il tram

Dal 1914 al 1936 la città era collegata a Montevarchi mediante la tranvia Valdarnese, una linea a trazione elettrica gestita dalla Società per la trazione elettrica del Valdarno superiore (STV). Tale infrastruttura svolse un ruolo essenziale nello sviluppo industriale della zona, arrivando a trasportare più di 1 300 000 viaggiatori l'anno. Il capolinea originario della tranvia, abbandonato nel 1934, era ubicato davanti alla stazione ferroviaria, posta lungo la linea Firenze-Roma.

## Amministrazione
Di seguito è presentata una tabella relativa alle amministrazioni che si sono succedute in questo comune.
| Periodo        | Periodo        | Primo cittadino     | Partito | Carica  | Note  |
| -------------- | -------------- | ------------------- | --- | ------- | ----- |
| 14 giugno 1985 | 14 giugno 1990 | Pedro Losi          | Partito Comunista Italiano                                                                                              | Sindaco | [ 8 ] |
| 14 giugno 1990 | 24 aprile 1995 | Pedro Losi          | Partito Comunista Italiano, Partito Democratico della Sinistra                                                          | Sindaco | [ 8 ] |
| 24 aprile 1995 | 14 giugno 1999 | Gennaro Lo Santo    | sinistra | Sindaco | [ 8 ] |
| 15 giugno 1999 | 14 giugno 2004 | Mauro Tarchi        | Democratici di Sinistra                                                                                                 | Sindaco | [ 8 ] |
| 15 giugno 2004 | 8 giugno 2009  | Mauro Tarchi        | Democratici di Sinistra                                                                                                 | Sindaco | [ 8 ] |
| 8 giugno 2009  | 9 giugno 2014  | Maurizio Viligiardi | Partito Democratico | Sindaco | [ 8 ] |
| 9 giugno 2014  | 9 giugno 2019  | Maurizio Viligiardi | Partito Democratico, lista civica Cittàfutura                                                                           | Sindaco | [ 8 ] |
| 9 giugno 2019  | 9 giugno 2024  | Valentina Vadi      | Partito Democratico, Liberi e Uguali, lista civica Valentina Vadi Sindaco, lista civica Ambiente Scuola Cultura Giovani | Sindaco | [ 8 ] |
| 9 giugno 2024  | in carica      | Valentina Vadi      | Partito Democratico, Alleanza Verdi e Sinistra, lista civica Valentina Vadi Sindaco                                     | Sindaco | [ 8 ] |

### Gemellaggi
- Gerico
- Corning
- Slusk
- Srebrenica
- West Springfield
- Bombay

## Sport
Calcio
Ha sede nel comune la società di calcio Associazione Sportiva Dilettantistica Sangiovannese 1927, fondata nel 1927 e rifondata nel 2011. Disputa il campionato di Eccellenza. Nel tempo ha preso parte a 11 campionati di Serie C, 4 di Serie C1 e 11 di Serie C2.
Calcio a 5
La società Futsal Sangiovannese milita nel campionato nazionale di Serie B.
Basket
Sono quattro le società di pallacanestro con sede a San Giovanni Valdarno:
- Polisportiva Alberto Galli di cui la prima squadra femminile milita in serie A2,
- A.D. Synergy Basket Valdarno,
- A.S.D Number 8 solo femminile la cui squadra milita in serie B.
- C.M.B. Valdarno ultima nata e solamente giovanile già detentrice dei titoli regionali U13 2015/16 - U14 2016/17 e 8° alle finali Nazionali di Bormio 2017.